# Liste de personnalités nées à Saint-Pétersbourg
Personnages célèbres de Saint-Pétersbourg.

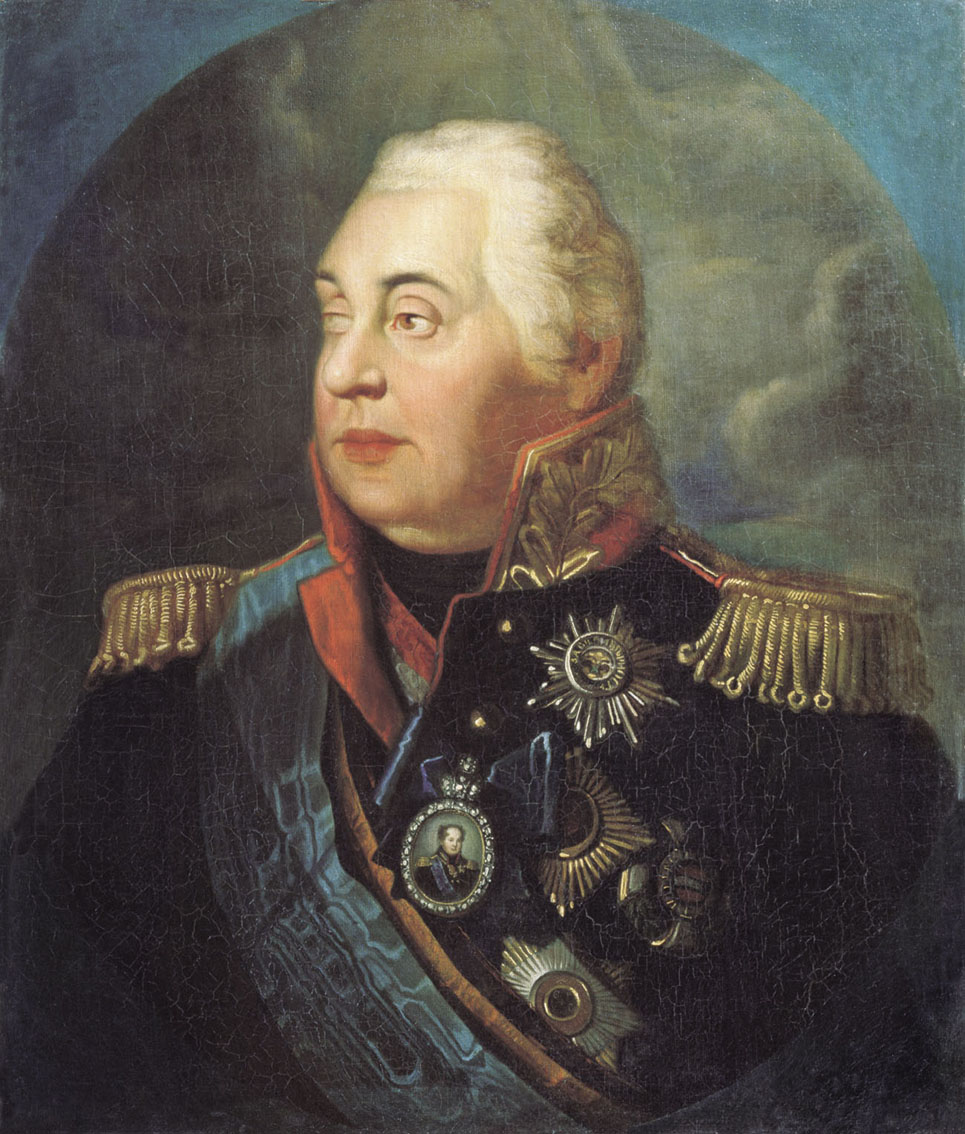
Mikhaïl Koutouzov
(1745–1813)

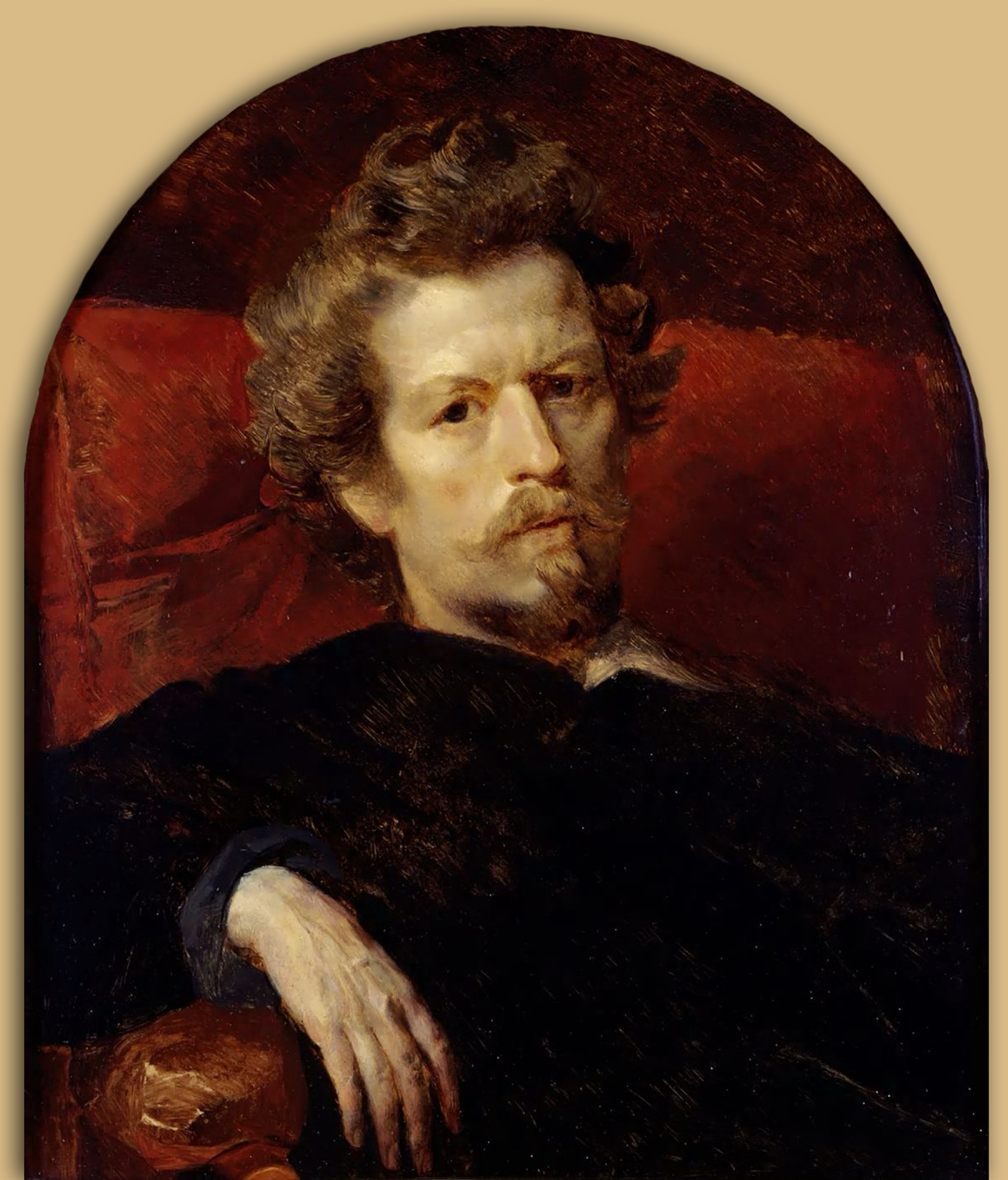
Karl Brioullov
(1799–1852)

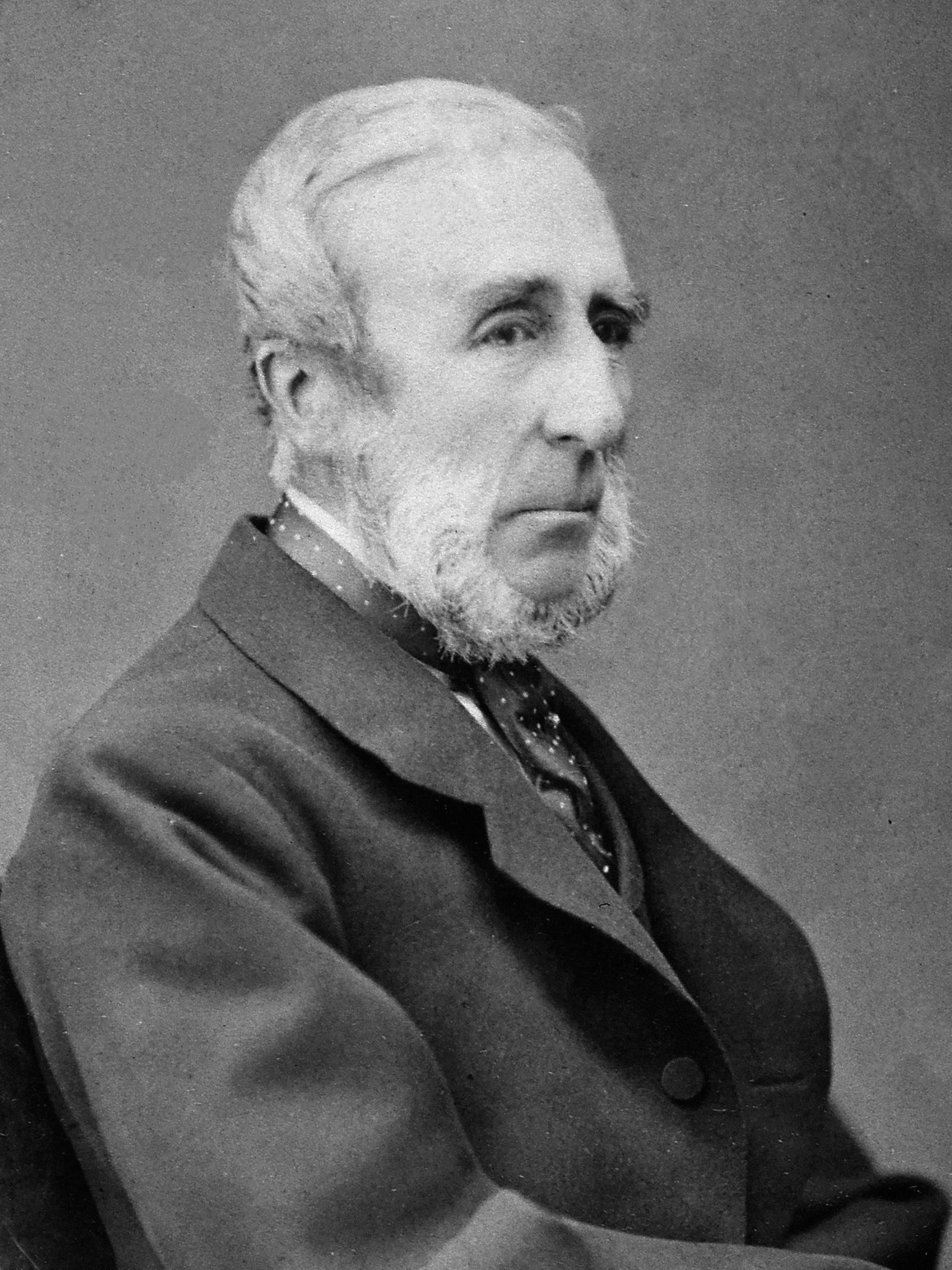
George Busk
(1807–1886)

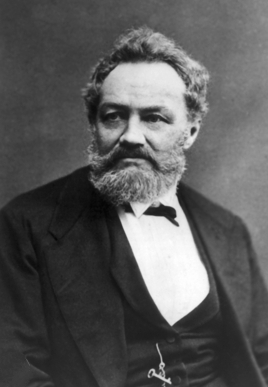
Alexander von Middendorff
(1815–1894)

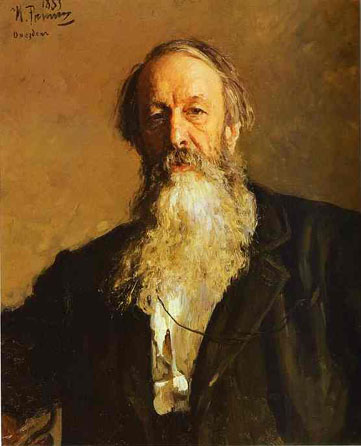
Vladimir Stassov
(1824–1906)

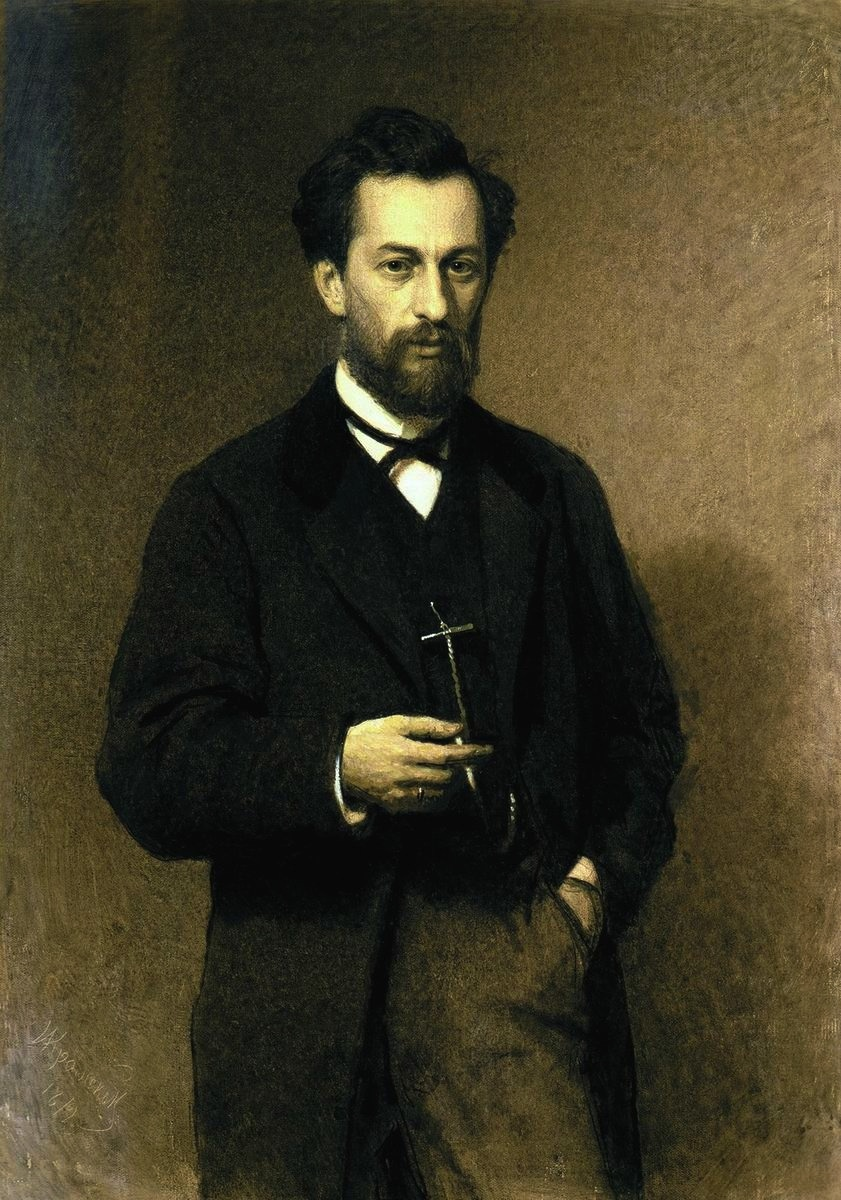
Mikhaïl Klodt
(1833–1902)

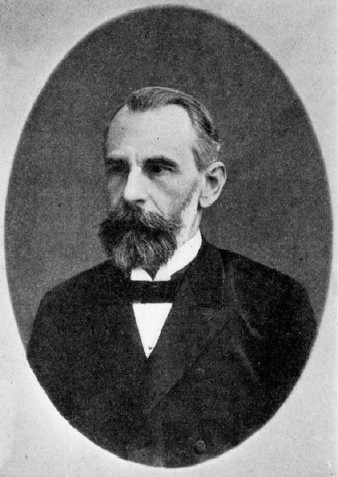
Friedrich Konrad Beilstein
(1838–1906)

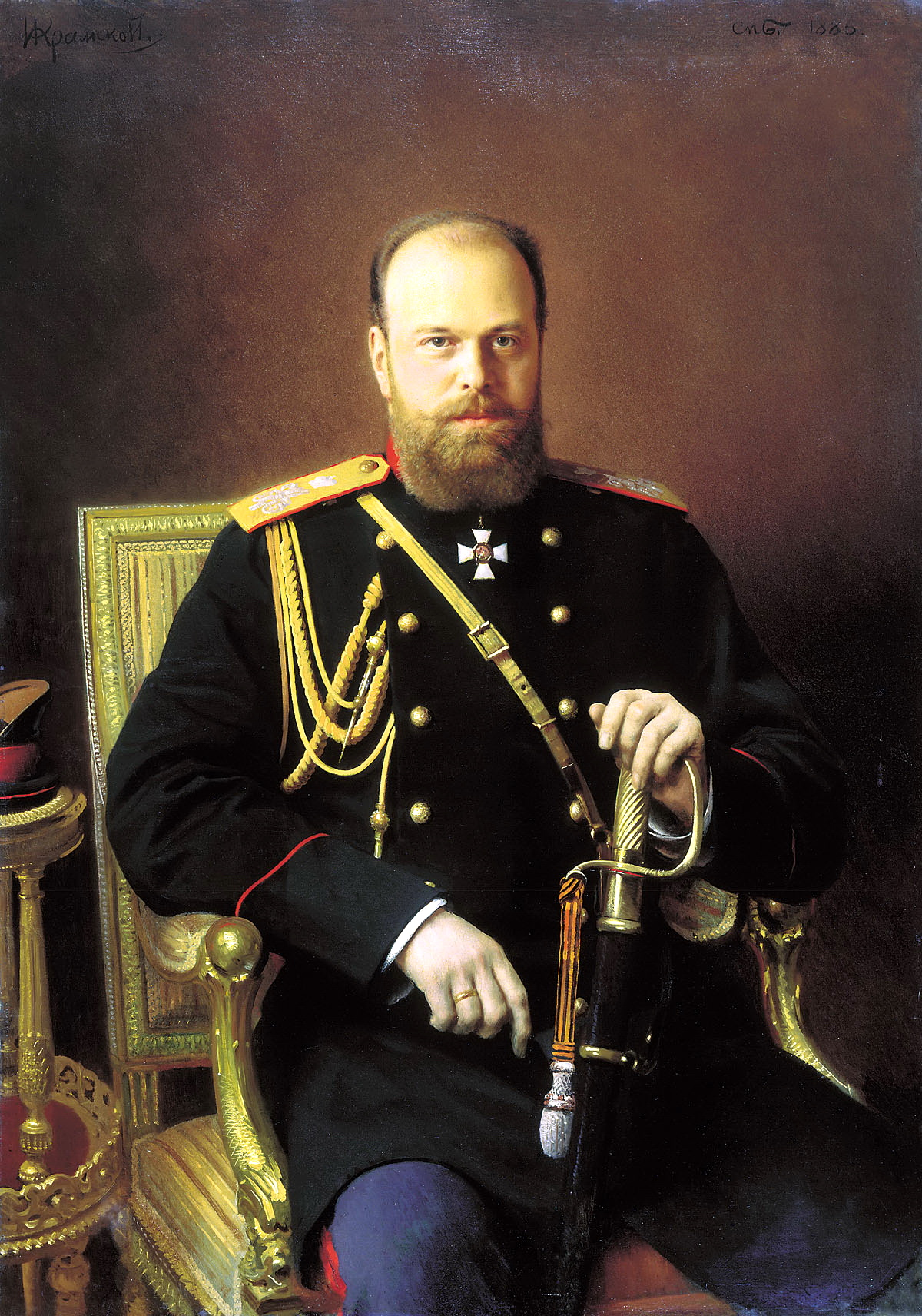
Alexandre III
(1845–1894)

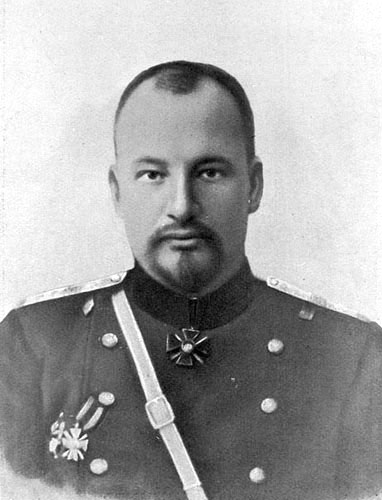
Evgueni Botkine
(1865–1918)

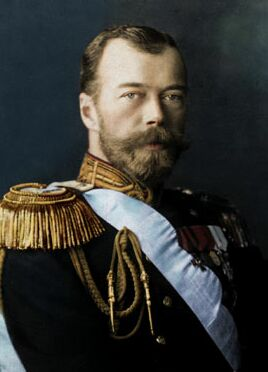
Nicolas II
(1868–1918)

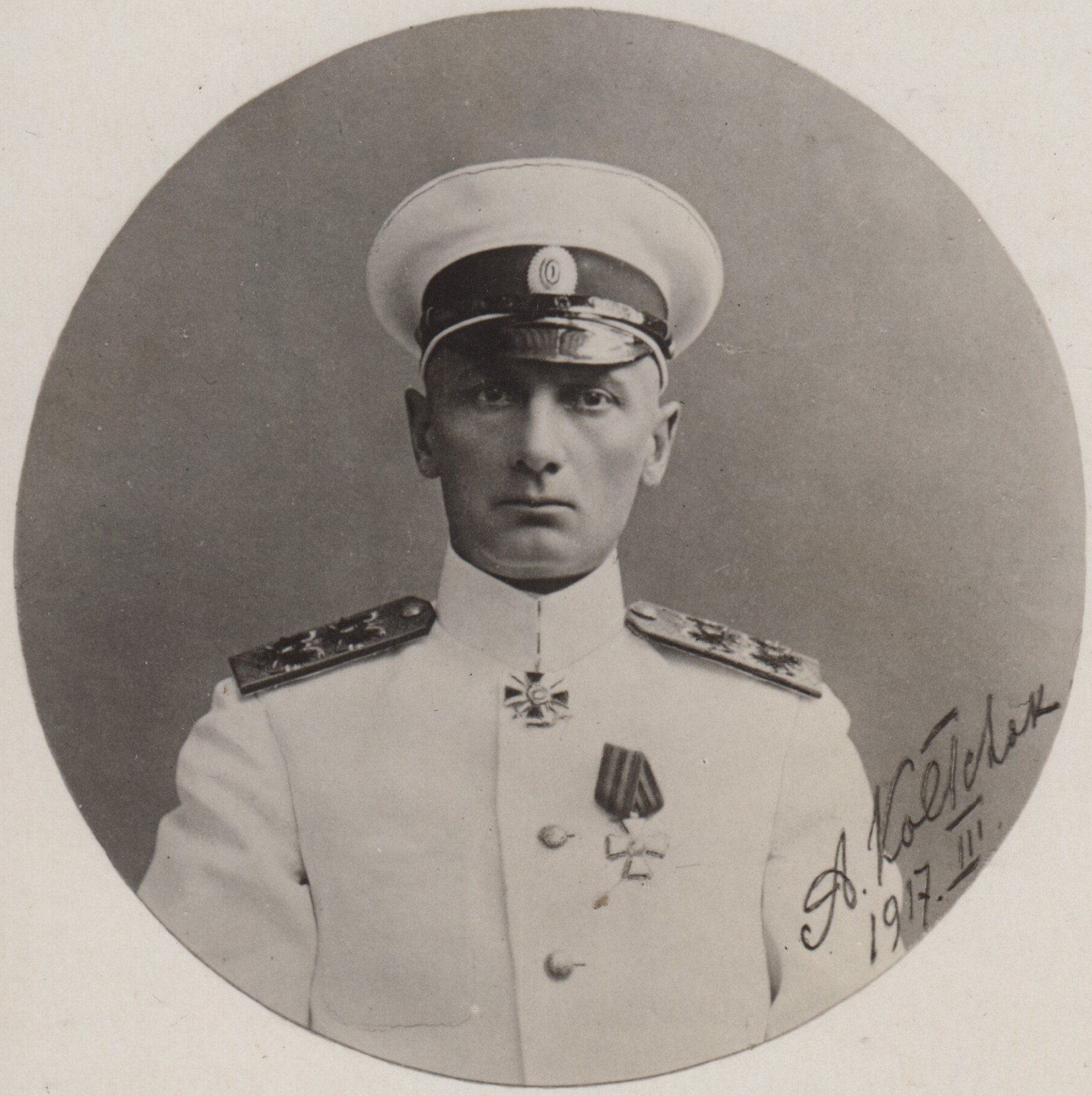
Alexandre Koltchak
(1874–1920)

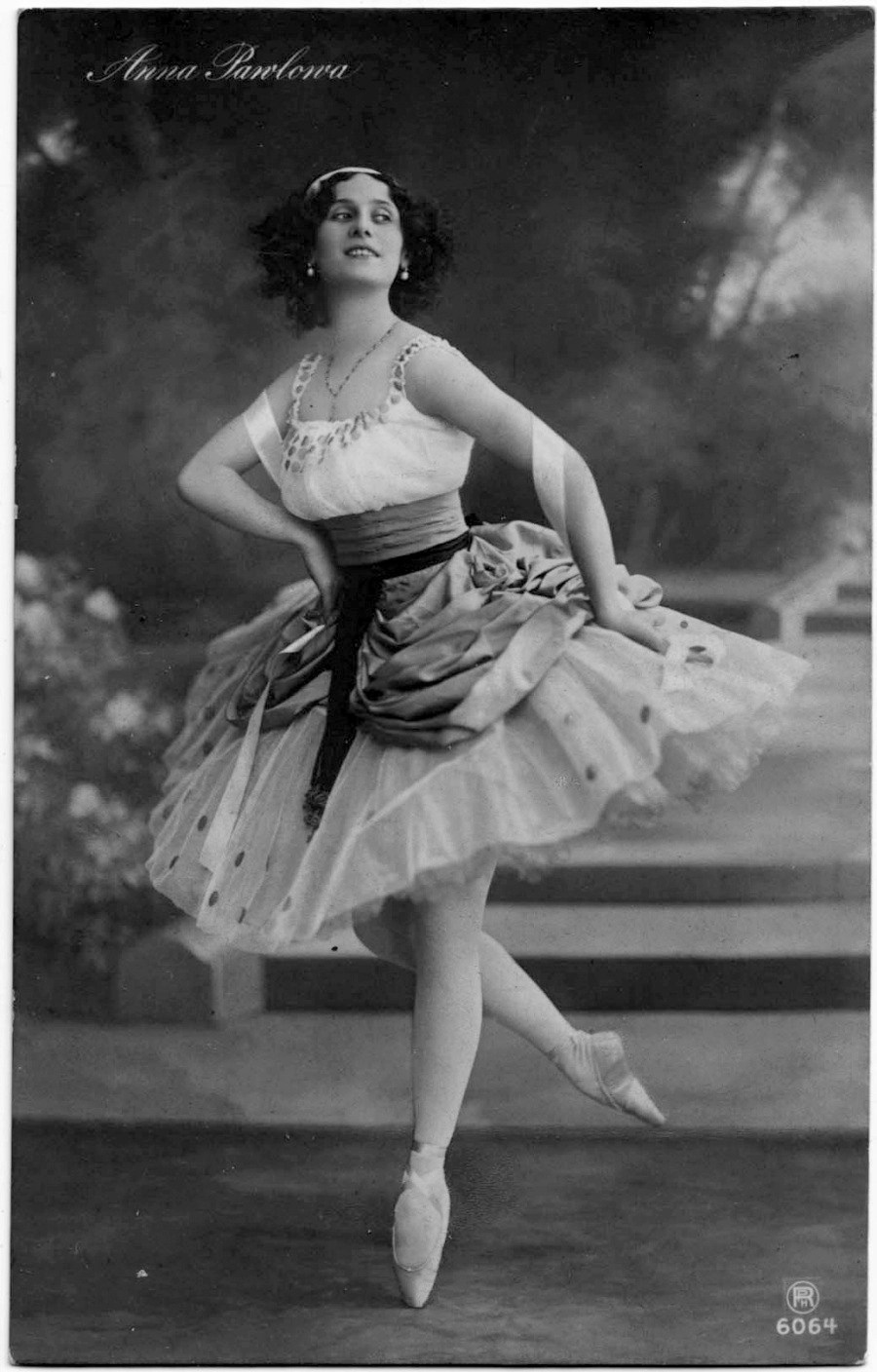
Anna Pavlova
(1882–1931)

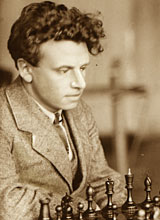
Alexandre Iline-Jenevski
(1894–1941)

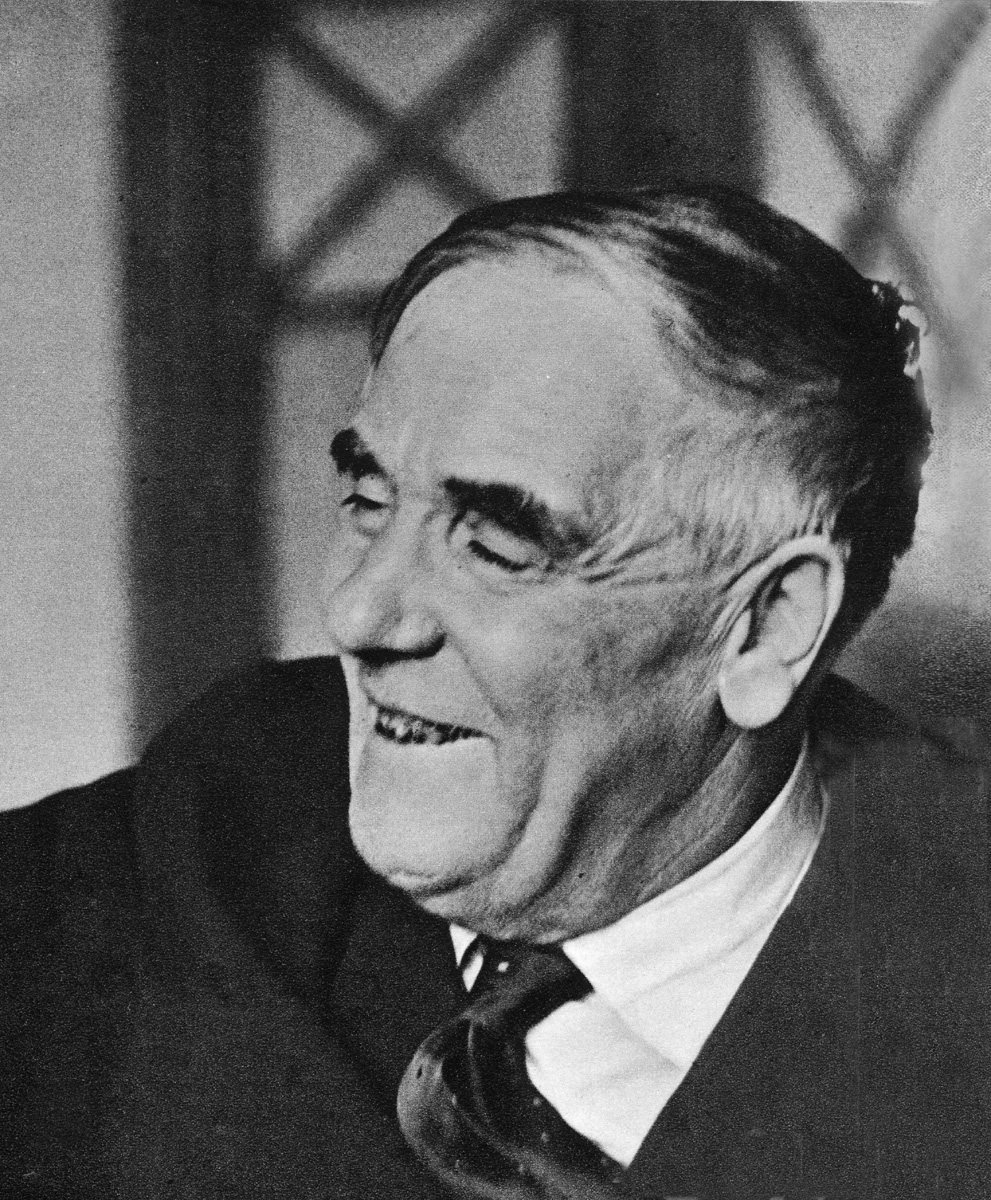
Piotr Kapitsa
(1894–1984)

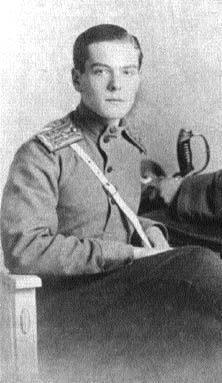
Vladimir Paley
(1897–1918)

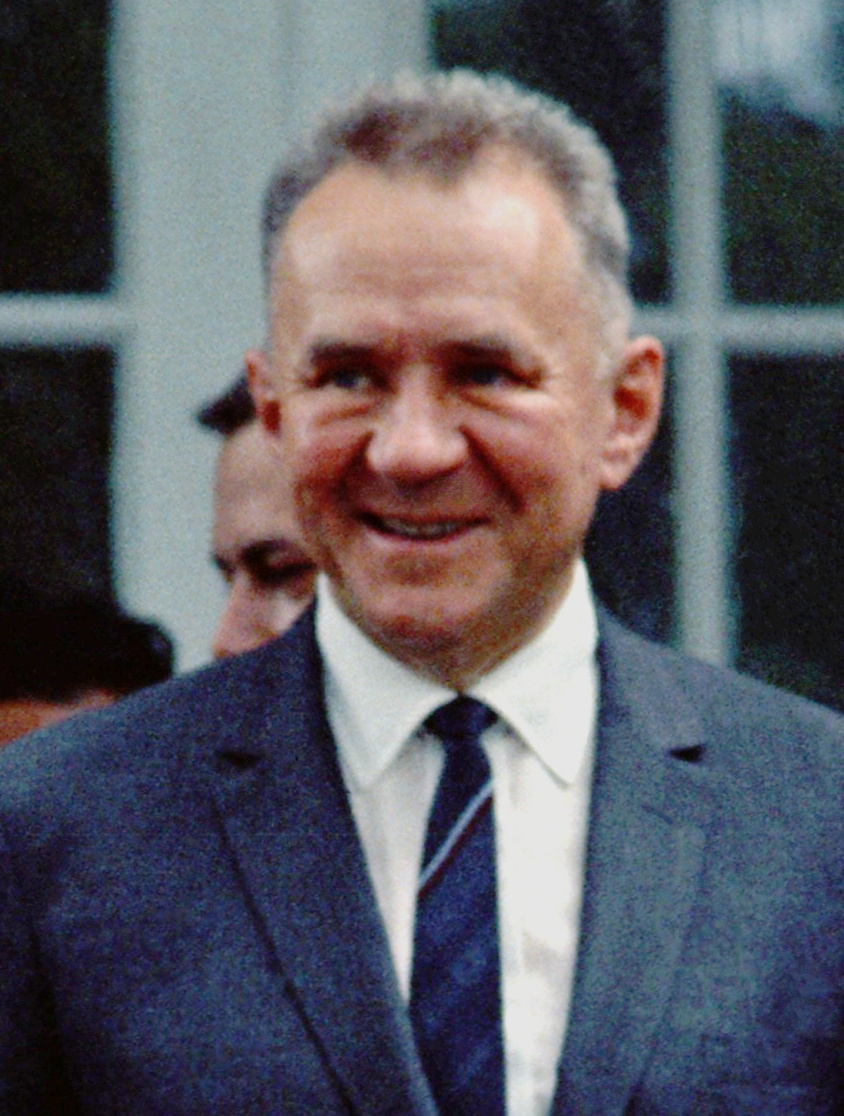
Alexis Kossyguine
(1904–1980)

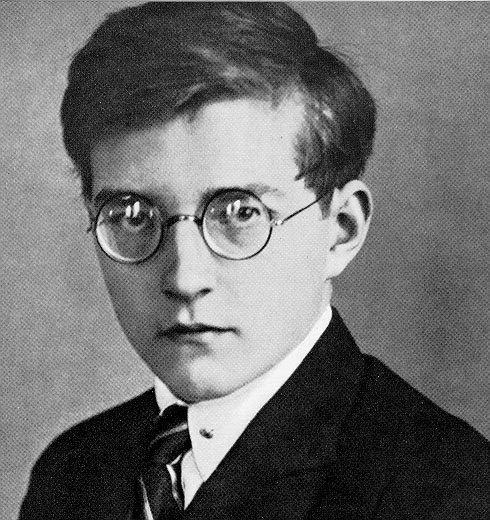
Dmitri Chostakovitch
(1906–1975)

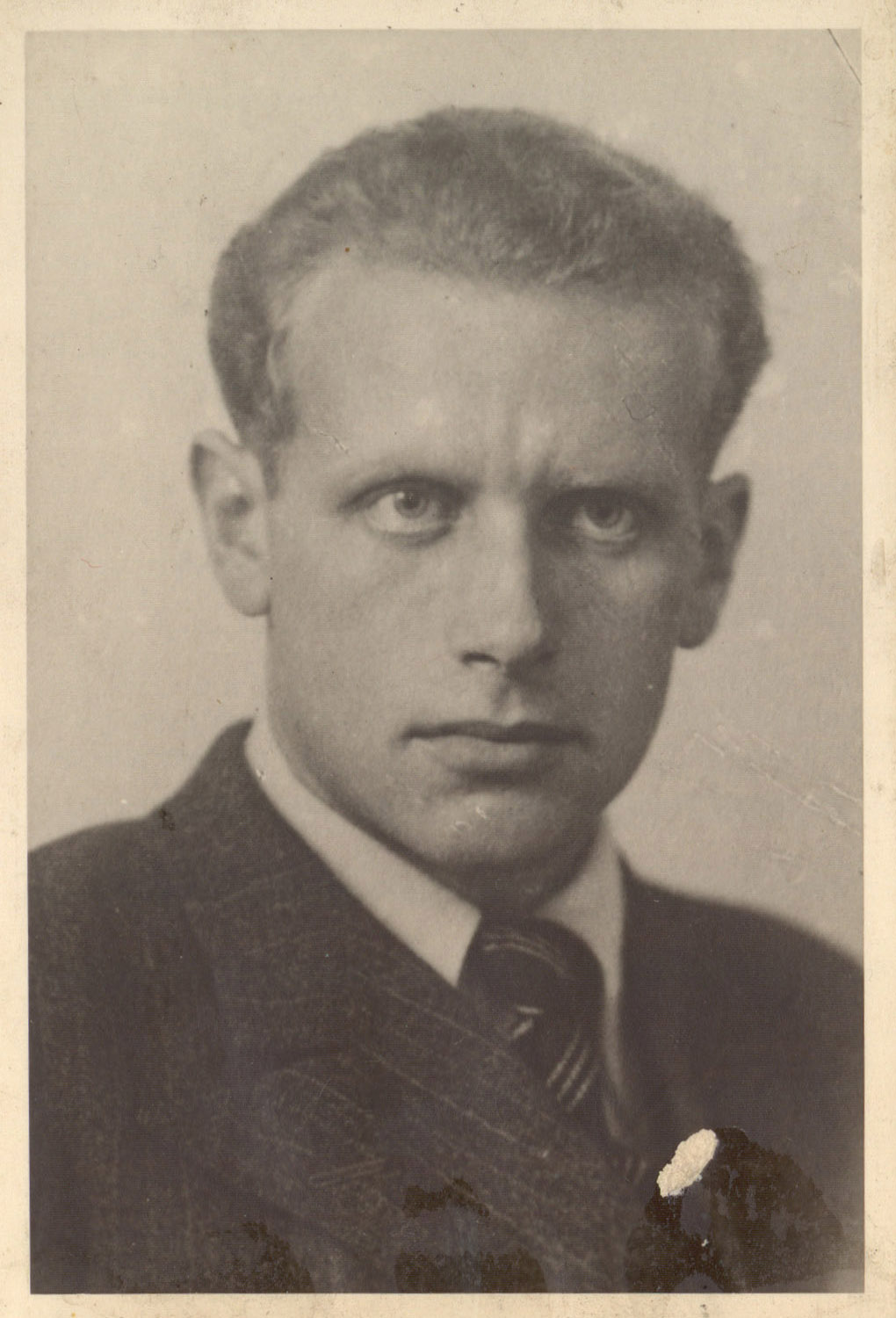
Boris Vildé
(1908–1942)

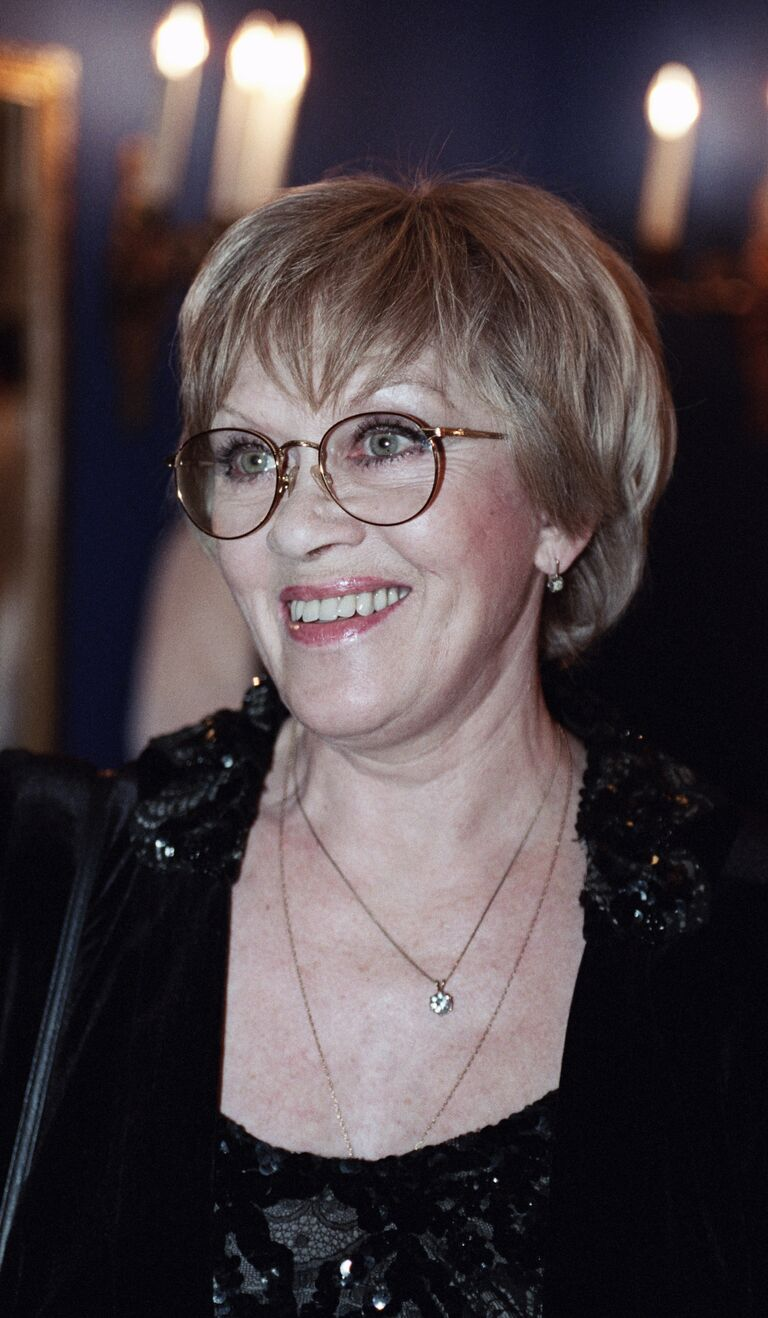
Alissa Freindlich
(1934)

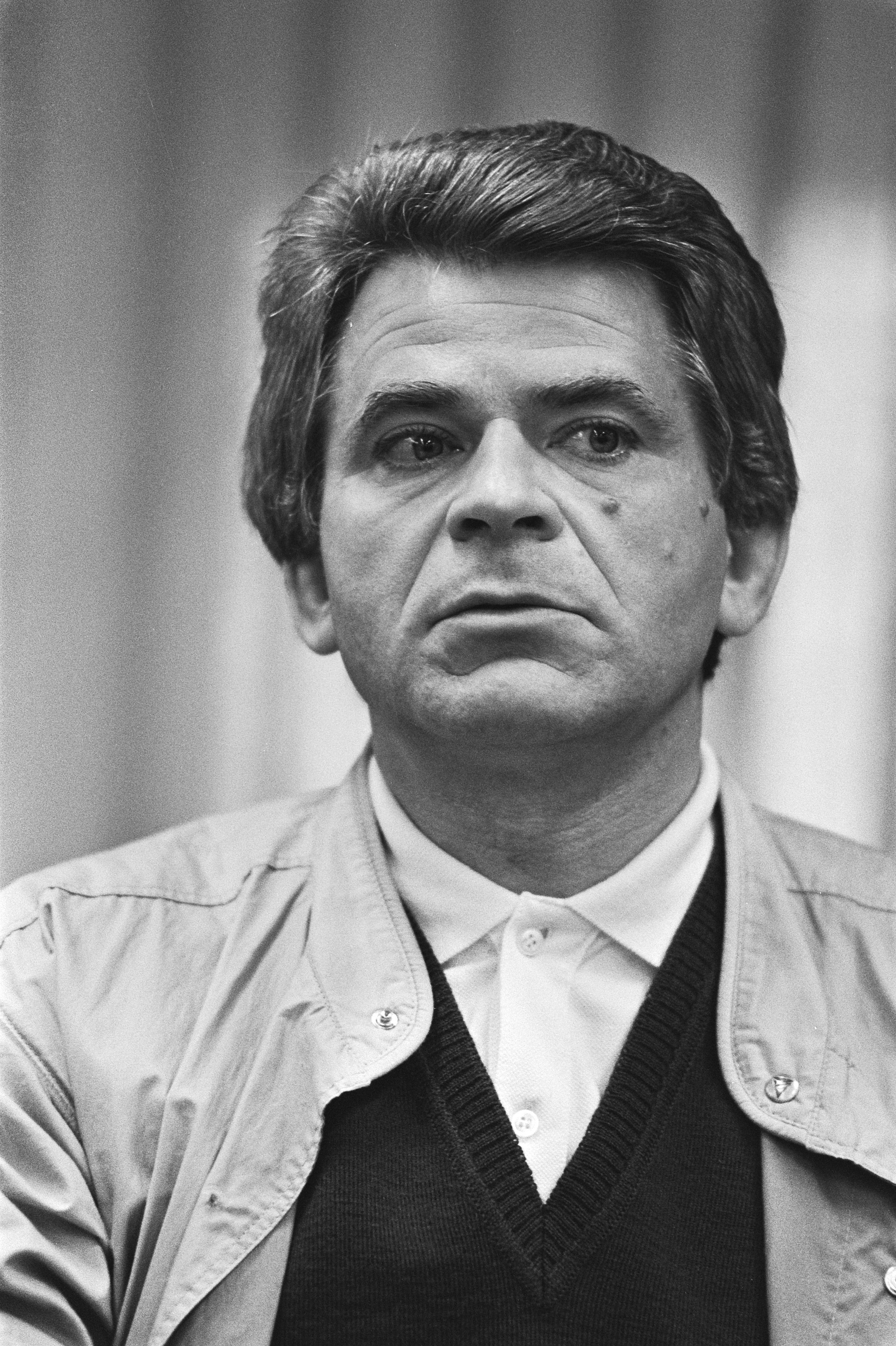
Boris Spassky
(1937)

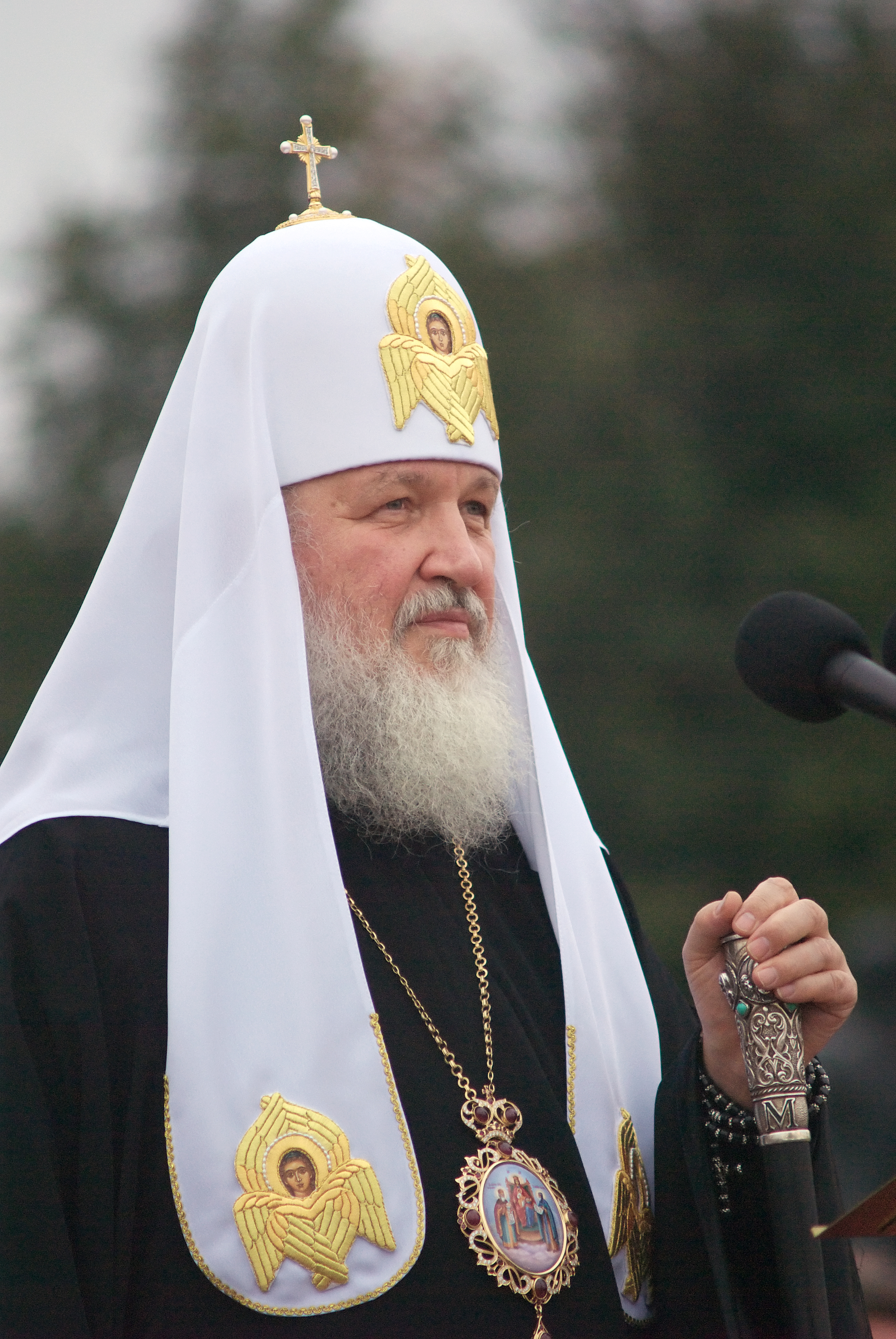
Cyrille Ier de Moscou
(1946)

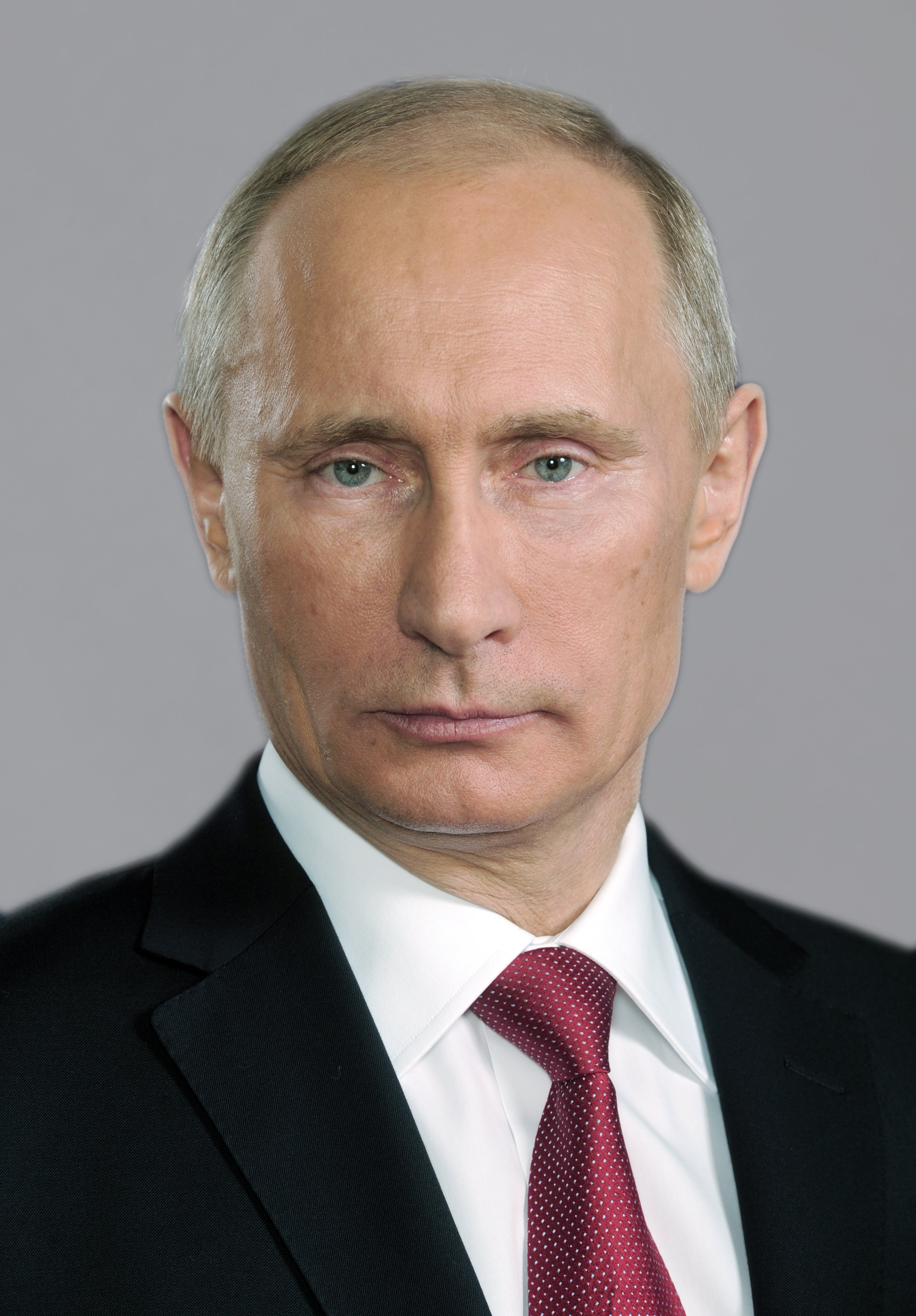
Vladimir Poutine
(1952)

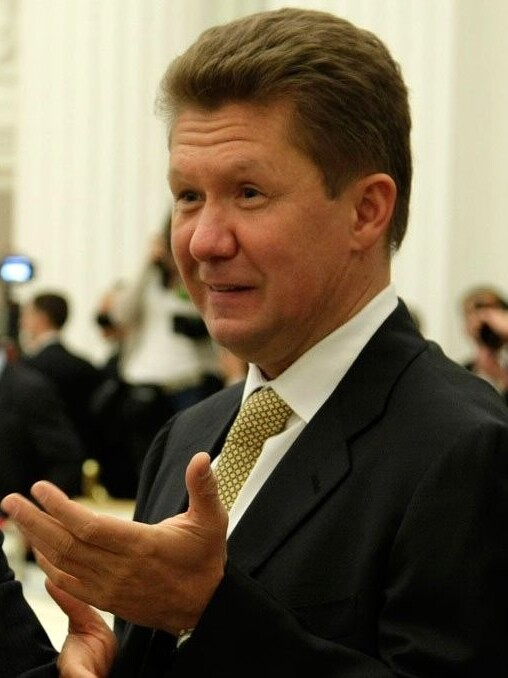
Alexeï Miller
(1962)

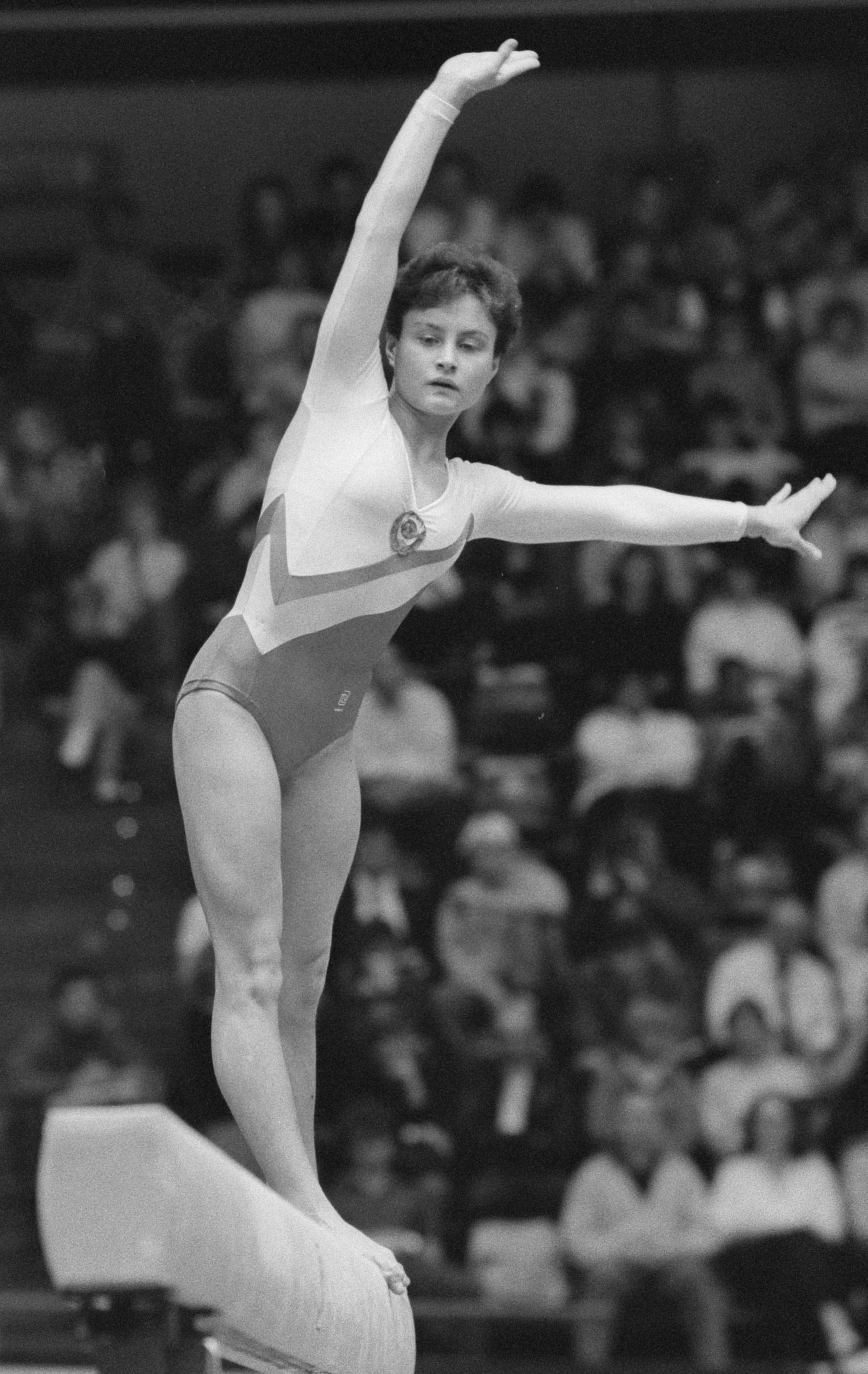
Yelena Shushunova
(1969)

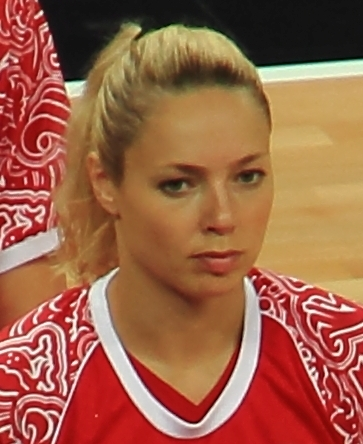
Ilona Korstine
(1980)

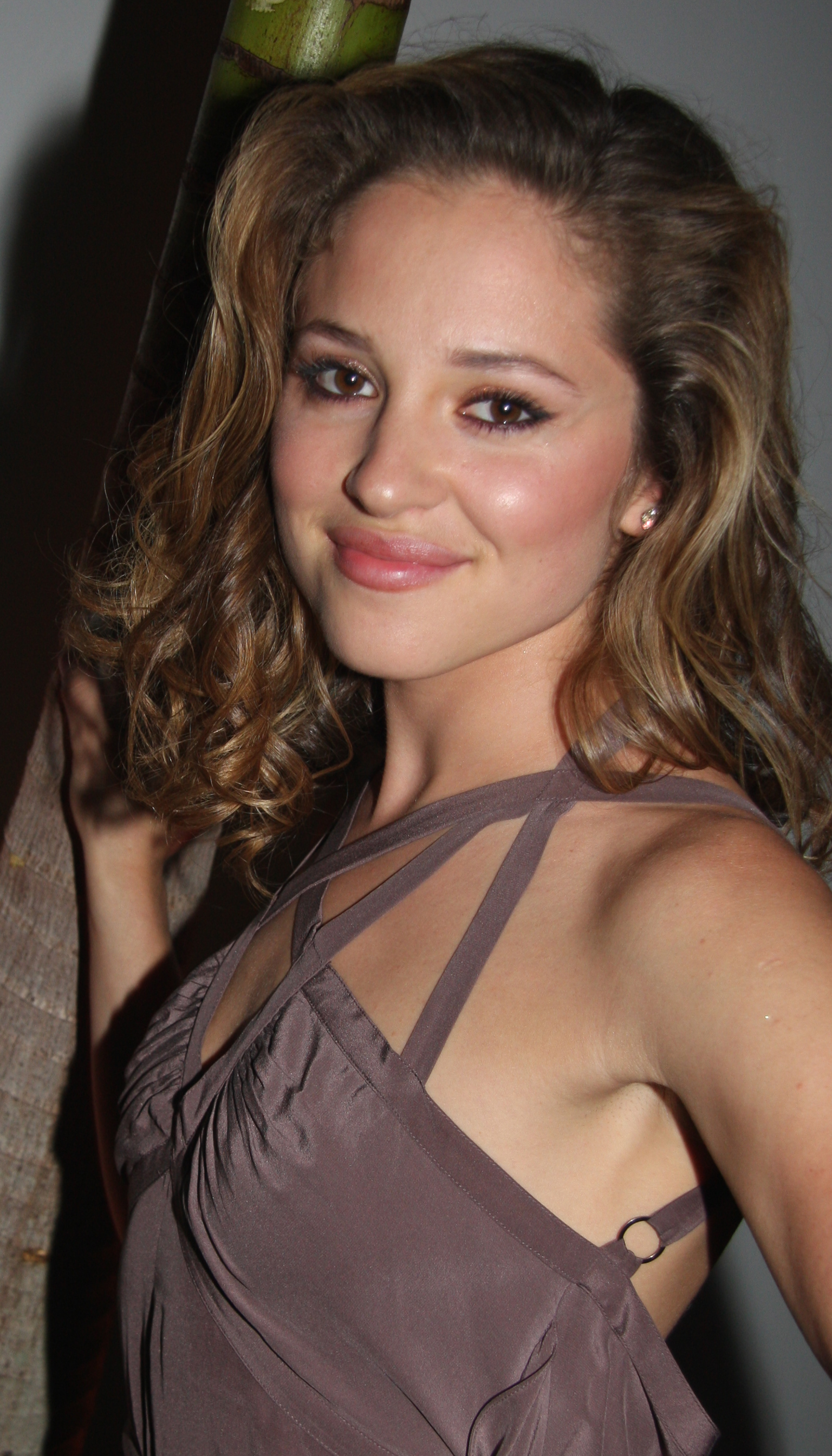
Margarita Levieva
(1980)

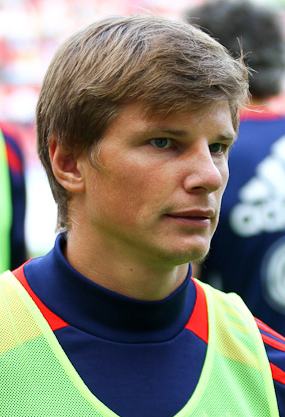
Andreï Archavine
(1981)

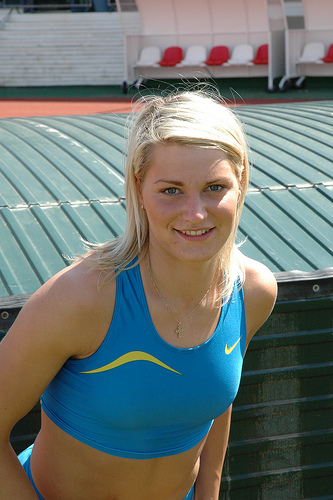
Svetlana Bolshakova
(1984)

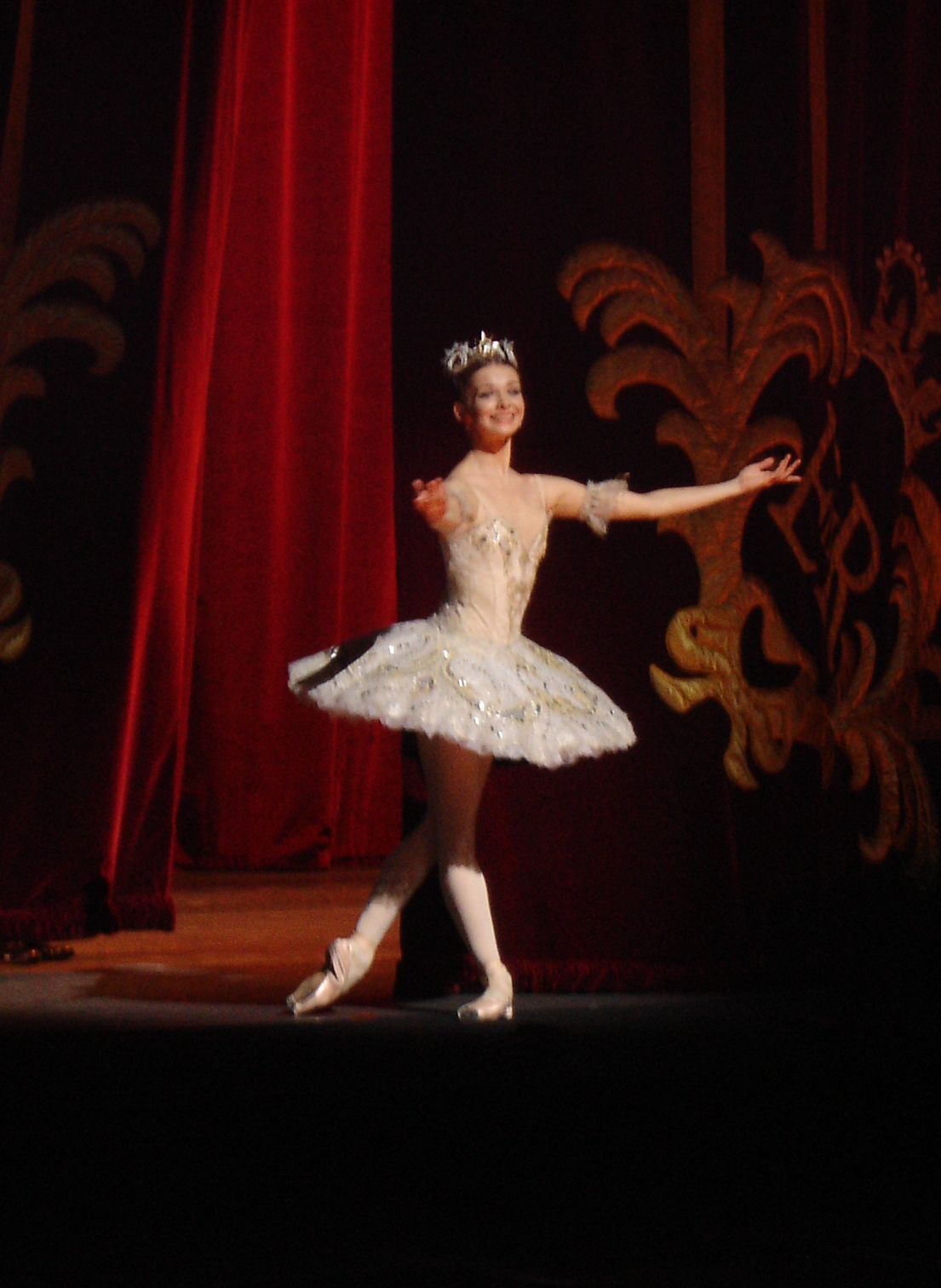
Evguenia Obraztsova
(1984)

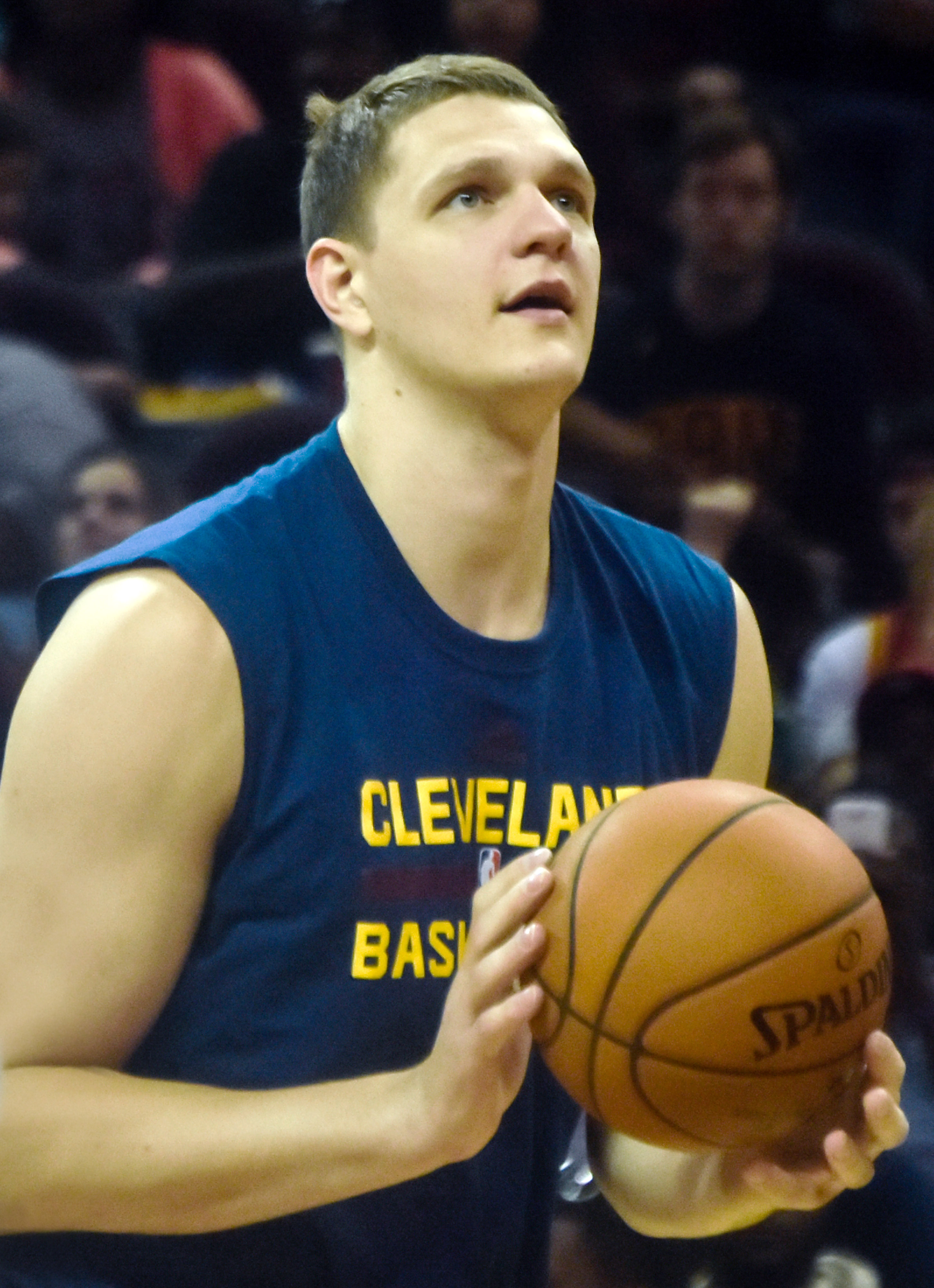
Timofeï Mozgov
(1986)

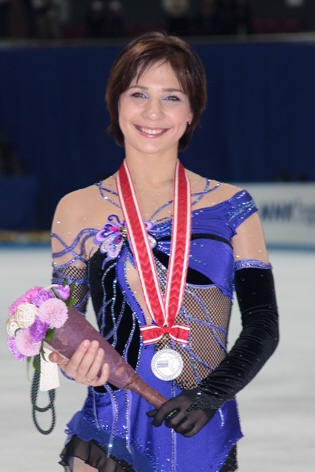
Alena Leonova
(1990)

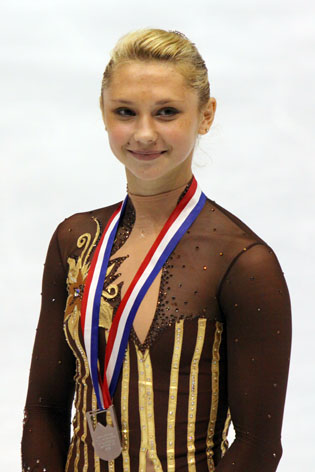
Ksenia Makarova
(1992)

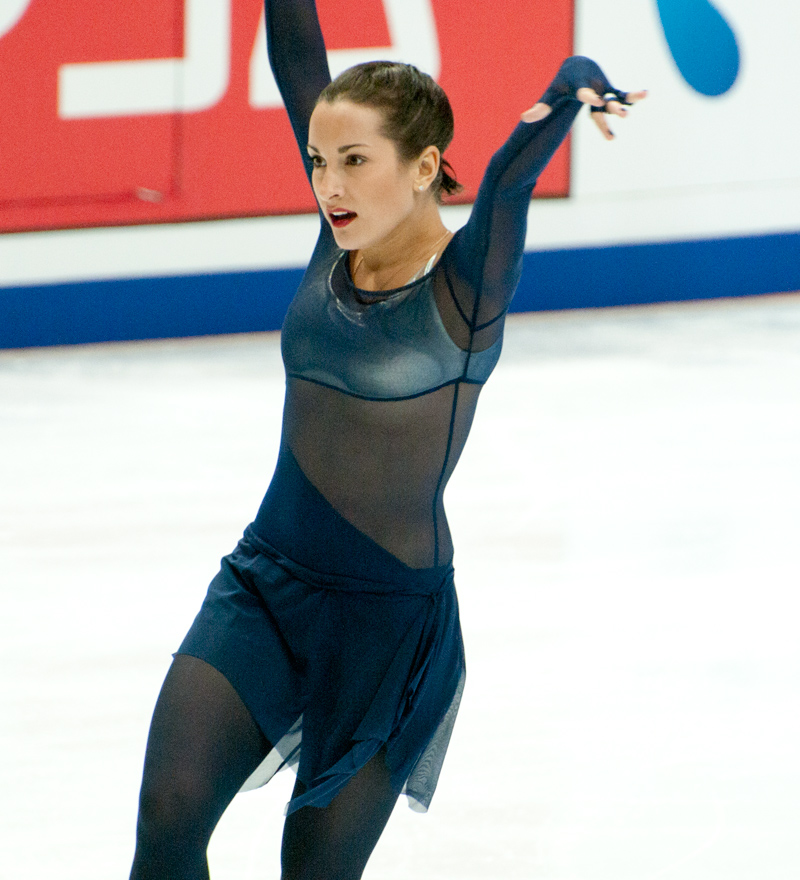
Ksenia Stolbova
(1992)

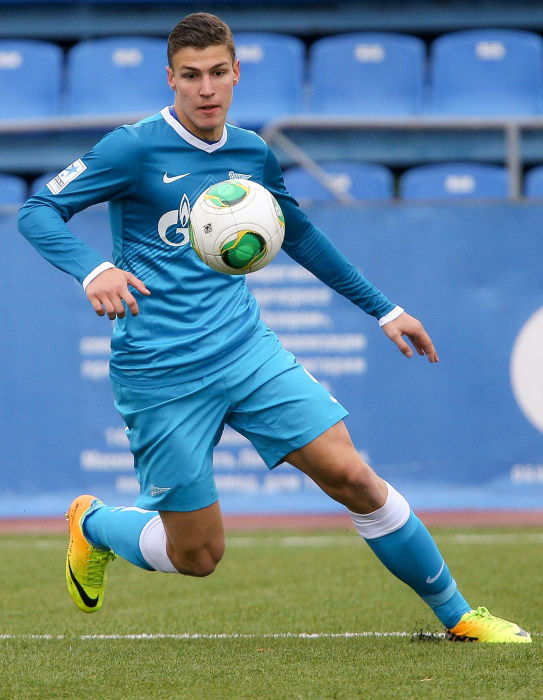
Aleksei Gasilin
(1996)

## 1701–1800
- François Maurice de Lacy (1725–1801), maréchal autrichien
- Johann Euler (1734–1800), astronome et mathématicien
- Dimitri Galitzine (1738–1803), ambassadeur et homme de lettres
- Ivan VI (1740–1764), empereur de Russie de 1740 à 1741
- Ivan Lepekhine (1740–1802), naturaliste, botaniste et explorateur
- Michel Golenichtchev-Koutouzov de Smolensk (1745–1813), feld-maréchal
- Mikhaïl Miloradovitch (1771–1825), général russe pendant les guerres napoléoniennes
- Catherine de Wurtemberg (1783–1835), princesse Catherine Bonaparte et reine de Westphalie de 1807 à 1813
- Joseph Bové (1784–1834), architecte néoclassique
- Paul Alexander von Krüdener (1784–1852), noble allemand de la Baltique, sujet de l'Empire russe, qui fut diplomate
- Konstantin von Benckendorff (1785–1828), général et diplomate
- Nikolaï Gretsch (1787–1867), auteur, linguiste, critique littéraire, journaliste, éditorialiste et traducteur
- Mikhaïl Lounine (1787–1845), officier russe, décembriste
- Catherine Pavlovna de Russie (1788–1819), grande-duchesse de Russie, par mariages, elle fut duchesse d'Oldenbourg puis reine de Wurtemberg
- Sylvestre Chtchedrine (1791–1830), peintre
- Olga Pavlovna de Russie (1792–1795), fille de Paul Ier de Russie et de Maria Fiodorovna de Russie
- Nikolaï Mouraviev-Karsski (1794–1866), général de l'Empire russe, voyageur, gouverneur du Caucase et héros de la guerre de Crimée
- Constantin Thon (1794–1881), architecte russe d'origine allemande
- Sergueï Mouraviov-Apostol (1796–1826), lieutenant colonel, membre de l’insurrection décabriste
- Nicolas Ier de Russie (1796–1855), empereur de Russie (1825–1855)
- Wilhelm Küchelbecker (1797–1846), poète et écrivain
- Friedrich von Lütke (1797–1882), navigateur, géographe et explorateur allemand de la Baltique
- Karl Brioullov (1799–1852), peintre
- Sophie Rostopchine, comtesse de Ségur (1799–1874), écrivain

## 1801–1900

### 1801–1810
- Alexandre Odoïevski (1802–1839), officier et poète
- Ievfimy Poutiatine (1803–1883), militaire et homme politique
- Auguste d'Orville (1804–1864), problémiste d'échecs allemand
- Dolly de Ficquelmont (1804–1863), salonnière, femme de plume
- Peter Clodt von Jürgensburg (1805–1867), sculpteur
- Alexis Guignard de Saint-Priest (1805–1851), historien, homme de lettres et diplomate français
- Alexandre Ivanov (1806–1858), peintre
- George Busk (1807–1886), chirurgien, zoologiste et paléontologue britannique
- Nestor Koukolnik (1809–1868), dramaturge et romancier
- Nikolaï Mouraviov-Amourski (1809–1881), homme d'État et diplomate

### 1811–1820
- Ivan Panaïev (1812–1869), écrivain, critique littéraire et journaliste
- Nikolaï Ogarev (1813–1877), socialiste, poète et journaliste
- Vladimir Sollogoub (1813–1882), poète et un écrivain
- Alexander von Middendorff (1815–1894), zoologiste et un explorateur allemand de la Baltique, sujet de l'Empire russe
- Nikolaï Adlerberg (1819–1892), général d'infanterie et homme politique, gouverneur général de Simferopol, gouverneur de Tauride, gouverneur de Taganrog, gouverneur général de Finlande
- Avdotia Panaïeva (1820–1893), femme de lettres
- Alexandre Serov (1820–1871), compositeur

### 1821–1830
- Alexandre Vassilievitch Golovnine (1821–1886), ministre
- Leopold Koenig (1821–1903), industriel du sucre
- Mikhaïl Petrachevski (1821–1866), militant utopiste
- Hélène Andrianoff (1822-1857), danseuse ayant émigré à Paris
- Vladimir Stassov (1824–1906), critique d'art et journaliste
- Alexeï Ouvarov (1825–1884), archéologue
- Nikolai von Dellingshausen (1827–1896), gentilhomme allemand de la Baltique, sujet de l'Empire russe, qui fut physicien de la nature et homme politique local
- Piotr Chouvalov (1827–1889), homme politique et militaire

### 1831–1840
- Nikolaï Ignatiev (1832–1908), adjudant-général, directeur du Département d'Asie du ministère des Affaires étrangères (1861–1864)
- Alexandre Borodine (1833–1887), compositeur, chimiste et médecin
- Mikhaïl Klodt (1833–1902), peintre
- Viktor Hartmann (1834–1873), architecte et peintre
- Mitrofan Belaïev (1836–1904), éditeur de musique
- Franz Overbeck (1837–1905), professeur de théologie protestante et historien de l'Église
- Friedrich Konrad Beilstein (1838–1906), chimiste russe-allemand
- Dmitri Tchernov (1839–1921), ingénieur métallurgiste
- Ingeborg Bronsart von Schellendorf (1840–1913), compositrice et pianiste allemande d'origine suédoise
- Alexander Wilhelm von Götte (1840–1922), zoologiste allemand

### 1841–1850
- Nikolaï Menchoutkine (1842–1907), chimiste
- Mikhaïl Skobelev (1843–1882), général
- Alexandre d'Oldenbourg (1844–1932), membre de la famille impériale russe, général
- Henri Moser (1844–1923), diplomate, orientaliste, explorateur, collectionneur d'art et écrivain suisse
- Alexandre III (1845–1894), empereur à régner sur l'Empire russe (1881–1894)
- Georg Cantor (1845–1918), mathématicien
- Louis Homilius (1845–1908), organiste, violoncelliste, chef d'orchestre et pédagogue russe d'origine allemande
- Bogomir Korsov (1845–1920), chanteur d'opéra russe baryton
- Vladimir Lambsdorff (1845–1907), homme politique, ministre des Affaires étrangères (1900–1906)
- Alexandre von Bilderling (1846–1912), général de cavalerie de l'armée impériale russe
- Anna Dostoïevskaïa (1846–1918), écrivaine
- Pierre-Karl Fabergé (1846–1920), joaillier russe d'origine franco-danoise
- Wladimir Peter Köppen (1846–1940), météorologue, un climatologue et un botaniste allemand
- Alexandre Obolenski (1847–1917), conseiller d’État, Grand-maréchal de la noblesse du gouvernement de Penza
- Jean Béraud (1849–1935), peintre de genre et portraitiste français
- Sergueï Mouromtsev (1850–1910), avocat et homme politique
- Emanuel Schiffers (1850–1904), joueur d'échecs

### 1851–1860
- Paul Näcke (1851–1913), psychiatre et criminologue allemand
- Orest Chwolson (1852–1934), physicien
- Walter Winans (1852–1920), tireur et sculpteur américain
- Nikolaï Reitzenstein (1854–1916), amiral russe, membre du Conseil de l'Amirauté de 1909 à 1916
- Wilhelm Grube (1855–1908), linguiste, ethnologue et sinologue allemand
- Grigori Grumm-Gerdjimaïlo (1860-1936) est un entomologiste et explorateur russe
- Mikhail Efimovich Grum-Grzhimaĭlo (1861-1921), officier, explorateur et inventeur russe, frère du précédent
- Anatoli Liadov (1855–1914), compositeur et chef d'orchestre
- Constantin Merejkovski (1855–1921), biologiste
- Léon Benois (1856–1928), architecte russe d'origine française
- Iouli Chokalski (1856–1940), océanographe, cartographe et géographe
- Vladimir Golenichtchev (1856–1947), égyptologue
- Alexander Ferdinand Koenig (1858–1940), zoologiste et ornithologue allemand
- Maria Tenicheva (1858–1928), mécène, collectionneuse d'œuvres d'art et elle-même artiste
- Emanuel Nobel (1859–1932), membre de la famille Nobel
- Franz Schechtel (1859–1926), architecte
- Nikolaï von Essen (1860–1915), amiral germano-balte, sujet de l'Empire russe

### 1861–1870
- Irina Meddav (1861 - 1922) est une écrivaine russe d'expression française
- Boris Galitzine (1862–1916), physicien
- Fiodor Sologoub (1863–1927), écrivain
- Vera Komissarjevskaïa (1864–1910), comédienne et tragédienne
- Alfred Meyer-Waldeck (1864–1928), officier de marine de la marine impériale allemande
- Evgueni Botkine (1865–1918), médecin de la famille impériale de Russie
- Alexandre Glazounov (1865–1936), compositeur romantique
- Olga Karnovitch Paley (1865–1929), la seconde épouse du grand-duc Paul Alexandrovitch de Russie
- Valentin Serov (1865–1911), peintre
- Lioubov Gourevitch (1866-1940) écrivaine et critique littéraire
- Dimitri Merejkovski (1866–1941), écrivain et critique littéraire
- Mikhaïl Eisenstein (1867–1921), architecte
- Ladislaus Bortkiewicz (1868–1931), mathématicien
- Nicolas II (1868–1918), empereur de Russie (1894–1917)
- Vassili Barthold (1869–1930), historien de parents allemands de l'Empire russe, sujet russe, puis citoyen soviétique
- Piotr Krasnov (1869–1947), officier russe et un écrivain militaire
- Nadejda Kroupskaïa (1869–1939), l'épouse de Lénine
- Constantin Somov (1869–1939), peintre symboliste
- Alexandre Benois (1870–1960), peintre, décorateur, scénographe et historien d'art
- Sascha Schneider (1870–1927), peintre, sculpteur et illustrateur allemand

### 1871–1880
- Fedor Dan (1871–1946), personnalité politique socialiste russe du parti menchevique
- Anna Ostroumova-Lebedeva (1871–1955), artiste, graveur, peintre et graphiste
- Alexandra Kollontaï (1872–1952), femme politique communiste et féministe
- Mathilde Kschessinska (1872–1971), danseuse russe de père d'origine polonaise
- Misia Sert (1872–1950), pianiste, égérie de nombreux peintres, poètes, et musiciens du début du XXe siècle
- Otto Buek (1873–1966), philosophe, écrivain et traducteur allemand
- George Washington Lambert (1873–1930), peintre australien
- Elena Stassova (1873–1966), militante et dirigeante bolchévique
- Alexandre Koltchak (1874–1920), officier de marine russe, océanographe et hydrographe, gouverneur suprême de la Russie (1875–1946), artiste, graphiste, peintre, sculpteur, mosaïste et illustrateur
- Viatcheslav Menjinski (1874–1934), révolutionnaire
- Eugène Lanceray (1875–1946), artiste, graphiste, peintre, sculpteur, mosaïste et illustrateur
- Friedrich Wilhelm Kesselring (1876–1966), botaniste allemand
- Alexeï Ignatiev (1877–1954), major-général et attaché militaire sous l'Empire russe, lieutenant-général et écrivain sous le régime soviétique
- Nikolai Timofeevich Beliaev (1878–1955), militaire et métallurgiste russe
- Ossip Gabrilowitsch (1878–1936), pianiste, chef d'orchestre et compositeur
- Léonide Féodoroff (1879–1935), premier exarque de l'Église grecque-catholique russe
- Nikolaï Krylov (1879–1955), mathématicien
- Michel Fokine (1880–1942), danseur et chorégraphe

### 1881–1890
- Marcelle Géniat (1881–1959), actrice française
- Mikhaïl Priselkov (1881–1941), philologue et historien
- Anna Pavlova (1882–1931), ballerine
- Sergueï Beliavski (1883–1953), astronome
- Alexandre Fersman (1883–1945), scientifique
- Eugen Leviné (1883–1919), révolutionnaire communiste actif en Allemagne
- Lydia Potechina (1883–1934), actrice russe et soviétique
- Piotr Otsoup (1883–1963), photographe et photoreporter d'abord sujet de l'Empire russe
- Vadim Meller (1884–1962), peintre et artiste d'avant-garde, aussi concepteur théâtral et architecte
- Stella Arbenina (1885–1976), actrice anglaise d'origine russe
- Sacha Guitry (1885–1957), homme de théâtre et cinéaste
- Vladimir Helfreich (1885–1967), architecte
- Tamara Karsavina (1885–1978), danseuse
- Yvan Makhonine (1885–1973), ingénieur et inventeur
- Eugène Minkowski (1885–1972), psychiatre français
- Nikolaï Goumilev (1886–1921), poète
- Alexandre Iacovleff (1887–1938), peintre africaniste et orientaliste
- Félix Ioussoupov (1887–1967), prince russe, au prédicat d’altesse sérénissime
- Igor Severianine (1887–1941), poète, essayiste et traducteur
- Vladimir Smirnov (1887–1974), mathématicien
- Christophe de Grèce (1888–1940), membre de la famille royale hellène
- Alexandre Friedmann (1888–1925), physicien et mathématicien
- Nikolaï Chvernik (1888–1970), apparatchik communiste et homme politique
- James Dolena (1888-1978, un architecte américain
- Serge Elisseeff (1889–1975), orientaliste
- Joseph Ruttenberg (1889–1983), directeur de la photographie américain d'ascendance russe
- Boris Delaunay (1890–1980), mathématicien
- Boris Mouravieff (1890–1966), homme de lettres, auteur de "Gnôsis"

### 1891–1900
- Leonid Kubbel (1892–1942), compositeur d'études d'échecs
- Lydia Lopokova (1892–1981), célèbre danseuse étoile russe du début du XXe siècle
- Sandra Milowanoff (1892–1957), actrice de cinéma
- Erté, pseudonyme de Romain de Tirtoff, d'après ses initiales R.T. (1892–1990), artiste
- Pierre Schild (1892–1968), chef décorateur
- Edith Södergran (1892–1923), poétesse finlandaise d'expression suédoise
- Victor Chklovski (1893–1984), théoricien de la littérature et écrivain
- Alexandre Iline-Jenevski (1894–1941), joueur d'échecs
- Piotr Kapitsa (1894–1984), physicien
- Robert Mertens (1894–1975), zoologiste allemand
- Nicolas Slonimsky (1894–1995), musicologue, chef d’orchestre, compositeur et écrivain américain d'origine russe
- Mikhaïl Zochtchenko (1894–1958), écrivain
- Nikolaï Iejov (1895–1940), chef suprême du NKVD (1936–1938)
- Stanisław Kopański (1895–1976), général polonais de la Seconde Guerre mondiale
- Mary Marquet (1895–1979), actrice française
- Wladimir Weidlé (1895–1979), critique d'art et littéraire russe d'expression russe et française
- Lev Termen (1896–1993), l'ingénieur russe qui a inventé le thérémine, le premier instrument de musique électronique
- Vladimir Paley (1897–1918), Comte von Hohenfelsen, titré prince Paley. Lieutenant de hussards.
- Vladimir Fock (1898–1974), physicien théoricien russo-soviétique
- Léonide Moguy (1898 ou 1899–1976), cinéaste français, d'origine russe
- Piotr Rehbinder (1898–1972), physicien et chimiste
- Vladimir Nabokov (1899–1977), écrivain
- Eugène Vinaver (1899–1979), spécialiste de la littérature
- Nicolaï Berezowsky (1900–1953), compositeur et violoniste américain d'origine russe
- George Hoyningen-Huene (1900–1968), photographe de mode fécond des années 1920 et 1930
- Léon Motchane (1900–1990), industriel et mathématicien français
- Edward von Sievers (1900–1979), aristocrate allemand de la Baltique, moine orthodoxe
- Vladimir Tribouts (1900–1977), chef militaire soviétique, amiral sur la mer Baltique durant la Seconde Guerre mondiale
- Vsevolod Vichnevski (1900–1951), auteur, dramaturge et scénariste de films

## 1901–2000

### 1901–1910
- Nina Berberova (1901–1993), femme de lettres et poétesse
- Andrews Engelmann (1901–1992), acteur allemand
- Paul Evdokimov (1901–1970), professeur de théologie orthodoxe à l'Institut Saint-Serge
- Karandach (1901–1983), clown
- Georges Lampin (1901–1979), scénariste, directeur de production et réalisateur français
- Andreï Moskvine (1901–1961), directeur de la photographie
- Vladimir Sofronitsky (1901–1961), pianiste
- Eduard Ellman-Eelma (1902–1941), footballeur estonien
- Léonide Chrol, pope
- Victor Gsovsky (1902–1974), danseur classique, chorégraphe et pédagogue de la danse
- Waldemar Gurian (1902–1954), professeur de science politique de l'université Notre-Dame
- Olaf Hansen (1902–1969), iranologue et chercheur en études indo-européennes allemand
- Georges Kopp (1902–1951), ingénieur belge
- Wladimir Krivoutz (1904–1972), peintre et décorateur
- Sigismund Levanevski (1902–1937), pilote d'avion russe d'origine polonaise, Héros de l'Union soviétique
- Véra Nabokov (1902–1991), l'épouse, la dactylographe, l'éditrice, l'inspiratrice et parfois la traductrice, voire la garde du corps de l'écrivain Vladimir Nabokov
- Georg Ostrogorsky (1902–1976), historien yougoslave d'origine russe
- Alexandra Danilova (1903–1997), danseuse, chorégraphe et pédagogue
- Gaïto Gazdanov (1903–1971), écrivain de l'émigration Russe d'origine Ossète
- Leonid Kinskey (1903–1998), acteur américain d'origine russe
- Ievgueni Mravinski (1903–1988), chef d'orchestre
- Tito Colliander (1904–1989), écrivain finlandais, écrivant en suédois
- Tom Conway (1904–1967), acteur britannique
- Sergueï Ioutkevitch (1904–1985), réalisateur et scénariste
- Dmitri Kabalevski (1904–1987), compositeur russe
- Iouli Khariton (1904–1996), physicien nucléaire
- Alexis Kossyguine (1904–1980), homme politique soviétique
- Ayn Rand (1905–1982), philosophe, scénariste et romancière
- Mischa Auer (1905–1967), acteur
- Daniil Harms (1905–1942), poète satiriste
- Dmitri Chostakovitch (1906–1975), compositeur
- Michel Emer (1906–1984), interprète, parolier et compositeur français
- Alexandre Gelfond (1906–1968), mathématicien
- Dmitri Likhatchov (1906–1999), universitaire soviétique reconnu
- George Sanders (1906–1972), acteur britannique de cinéma
- Mikhaïl Guerassimov (1907–1970), archéologue et anthropologue
- Lew Kowarski (1907–1979), physicien et chimiste
- Vassili Soloviov-Sedoï (1907–1979), compositeur
- Théodore Strawinsky (1907–1989), peintre
- Ilia Frank (1908–1990), physicien soviétique (prix Nobel de physique de 1958)
- Aleksandr Gouliaev (1908–1998), compositeur d'études d'échecs
- Alexandre Mnouchkine (1908–1993), producteur de cinéma
- Sergueï Ouroussevski (1908–1974), réalisateur, scénariste et directeur de photographie
- Marina Semenova (1908–2010), danseuse classique
- Sergueï Sobolev (1908–1989), mathématicien et physicien atomique
- Boris Vildé (1908–1942), linguiste et ethnologue
- Alexandre Zarkhi (1908–1997), cinéaste, réalisateur et dramaturge
- Olga Bergholtz (1910–1975), poétesse
- Barys Kit (1910–), mathématicien, physicien et chimiste
- Pavel Klouchantsev (1910–1999), réalisateur, scénariste et écrivain
- Galina Oulanova (1910–1998), danseuse
- Léon Poliakov (1910–1997), historien français
- Constantin Sergueïev (1910–1992), danseur, chorégraphe et maître de ballet

### 1911–1920
- Mikhaïl Botvinnik (1911–1995), joueur d'échecs soviétique, champion du monde de 1948 à 1957, de 1958 à 1960 et de 1961 à 1963
- Lev Goumilev (1912–1992), ethnologue
- Leonid Kantorovitch (1912–1986), mathématicien et un économiste
- Nikita Magaloff (1912–1992), pianiste russe et suisse
- Assia Noris (1912–1998), actrice italienne d'origine russe
- Nicolas de Staël (1914–1955), peintre
- Léon Zitrone (1914–1995), journaliste français
- Tatiana de Metternich-Winneburg (1915–2006), princesse russe naturalisée allemande
- Constantin Simonov (1915–1979), écrivain et journaliste
- Gueorgui Jjionov (1915–2005), acteur
- Alexander Obolensky (1916–1940), prince d'origine russe, et un joueur de rugby à XV
- Zoé Oldenbourg (1916–2002), historienne et romancière française d'origine russe
- Anna Marly (1917–2006), chanteuse et guitariste française d'origine russe
- Roman Matsov (1917–2001), chef d'orchestre estonien
- Efim Etkind (1918–1999), linguiste, écrivain et théoricien de la littérature
- Lila Kedrova (1918–2000), actrice française d'origine russe
- Dimitri Obolensky (1918–2001), historien britannique d'origine russe
- Irina Baranova (1919–2008), première ballerine d'origine russe
- Galina Oustvolskaïa (1919–2006), compositrice
- Vladimir Kibaltchitch (1920–2005), peintre
- Georg Ots (1920–1975), chanteur d'opéra et de chansons estonien et soviétique

### 1921–1930
- Youri Lotman (1922–1993), sémioticien, philologue, spécialiste de la littérature et historien
- Daniil Chafran (1923–1997), violoncelliste
- Mikhaïl Nossyrev (1924–1981), compositeur
- Kirill Lavrov (1925–2007), acteur
- Vladimir Naoumov (1927), réalisateur et scénariste soviétique1 puis citoyen russe
- Aleksandr Gomelski (1928–2005), entraîneur des champions olympiques à Séoul en 1988
- Boris Khazanov (1928– ), écrivain
- Levan Kalyayev (1929–1984), athlète
- Vladimir Kondrachine (1929–1999), entraîneur de basket-ball
- Iouli Vorontsov (1929–2007), diplomate soviétique puis russe
- Boris Paryguine (1930-2012), psychologue social
- Lazar Berman (1930–2005), pianiste
- Ilya Glazounov (1930– ), peintre

### 1931–1940
- Gueorgui Gretchko (1931– ), cosmonaute soviétique
- Viktor Kortchnoï (1931– ), joueur d’échecs
- Anatoli Lein (1931– ), joueur d'échecs soviétique puis américain
- Mark Ermler (1932–2002), chef d'orchestre
- Vladimir Fedosseïev (1932– ), chef d'orchestre
- Gennadiy Shatkov (1932–2009), boxeur
- Sergueï Slonimski (1932– ), compositeur
- Yuriy Stepanov (1932–1965), athlète soviétique spécialiste du saut en hauteur
- Valentin Boreyko (1933–2012), rameur et entraîneur d'aviron soviétique
- Gueorgui Koventchouk (1933–2015), peintre et écrivain
- Anatoli Loutikov (1933–1989), joueur d'échecs
- Alissa Freindlich (1934– ), actrice
- Oleg Kalouguine (1934– ), ancien général-major du KGB
- Tatiana Samoïlova (1934–2014), actrice
- Anatoly Albul (1936–2013), lutteur libre
- Anatoliy Mikhailov (1936– ), athlète
- Iouri Schmidt (1937–2013), avocat
- Boris Spassky (1937– ), joueur d'échecs russe, anciennement soviétique puis français
- Anatoly Liberman (1937– ), professeur du département de langues germaniques, scandinaves et flamandes à l'université du Minnesota
- Gueorgui Noskov (1937-2017), ornithologue russe
- Margarita Ivanovna Filanovich (née en 1937), historienne et archéologue ouzbèke
- Maxime Chostakovitch (1938– ), pianiste et chef d'orchestre
- Viktor Zhdanovich (1938– ), escrimeur
- Tamara Danilova (1939– ), athlète représentant l'Union soviétique, spécialiste du lancer du disque
- Elena Obraztsova (1939–2015), mezzo-soprano
- Elvīra Ozoliņa (1939– ), athlète soviétique (lettonne)
- Boris Tichtchenko (1939–2010), compositeur et pianiste
- Joseph Brodsky (1940–1996), lauréat du prix Nobel de littérature en 1987
- Dmitri Kitaïenko (1940– ), chef d'orchestre
- Natalia Makarova (1940– ), danseuse
- Alexandra Nazarova (1940–2019), actrice

### 1941–1950
- Tamara Moskvina (1941– ), patineuse artistique
- Lioudmila Savelieva (1942– ), actrice
- Andrej Hoteev (1946– ), pianiste classique
- Cyrille Ier de Moscou (1946– ), le 16e patriarche de l'Église orthodoxe russe
- Irena Szewińska (1946– ), athlète, médaille d'or olympique
- Iouri Matiassevitch (1947– ), mathématicien
- Vladimir Olshansky (1947– ), acteur, clown, directeur artistique et compositeur
- Elena Schwarz (1948–2010), poétesse
- Andreï Foursenko (1949– ), homme d'affaires et un homme politique
- Natalia Kuchinskaya (1949– ), gymnaste
- Ielena Firsova (1950– ), compositrice
- Grigory Sokolov (1950– ), pianiste

### 1951–1960
- Aleksandr Belov (1951–1978), joueur d'Union soviétique de basket-ball
- Vladimir Kishkun (1951– ), athlète
- Ilia Klebanov (1951– ), homme politique
- Arkadi Rotenberg (1951– ), homme d'affaires
- Aleksey Spiridonov (1951– ), athlète
- Dmitriy Stukalov (1951– ), athlète soviétique
- Alexei Uchitel (1951– ), réalisateur russe d'origine juive
- Semyon Bychkov (1952– ), chef d'orchestre russe naturalisé américain
- Vladimir Poutine (1952– ), président de la fédération de Russie de 2000 à 2008 et depuis 2012, premier ministre de 2008 à 2012
- Sergueï Ivanov (1953– ), homme politique
- Vera Komisova (1953– ), athlète championne olympique
- Sergueï Mironov (1953– ), homme politique
- Alexandre Egorov (1954– ), peintre russo-suisse
- Sergueï Narychkine (1954– ), homme politique
- Vladimir Osokin (1954– ), coureur cycliste
- Oleg Sokolov (1956– ), écrivain et historien, spécialiste de Napoléon, chevalier des arts et des lettres, chef de chaire d'histoire militaire à l'Université de Saint-Pétersbourg
- Efim Rezvan (1957– ), arabisant et islamologue
- Sergueï Krikaliov (1958– ), cosmonaute
- Alekseï Kassatonov (1959– ), joueur professionnel de hockey sur glace
- Irina Levchakova (1959-2016), paléontologue et artiste
- Leonid Youdassine (1959– ), joueur d'échecs et un entraîneur de renom soviétique puis israélien
- Vladimir Salnikov (1960– ), nageur d'URSS
- Igor Setchine (1960– ), vice-premier ministre de la fédération de Russie
- Sergey Smirnov (1960–2003), athlète

### 1961–1970
- Anna Jermolaewa (1970– ), artiste multimédia
- Oleg Makarov (1962– ), patineur artistique
- Alexeï Miller (1962– ), directeur général du groupe Gazprom depuis 2001
- Viktor Tsoi (1962–1990), musicien de rock
- Olga Borodina (1963– ), mezzo-soprano
- Andreï Lankov (1963– ), historien russe spécialiste de la Corée
- Larisa Seleznyova (1963– ), patineuse artistique
- Alekseï Goussarov (1964– ), joueur professionnel de hockey sur glace
- Sergueï Chendelev (1964– ), joueur professionnel de hockey sur glace
- Konstantin Bronzit (1965– ), réalisateur de cinéma d'animation
- Nina Gavriliouk (1965– ), fondeuse
- Katerina Golubeva (1965–2011), actrice
- Youri Khanon (1965– ), compositeur et homme de lettres
- Dmitri Medvedev (1965– ), premier ministre de la fédération de Russie de 2012 à 2020, président de 2008 à 2012
- Svetlana Medvedeva (1965– ), l'épouse du premier ministre russe (et ancien président) Dmitri Medvedev
- Andrey Abduvaliyev (1966– ), athlète soviétique, tadjik, puis ouzbek spécialiste du lancer du marteau
- Aleksandr Khalifman (1966– ), joueur d'échecs
- Dmitri Naguiev (1967– ), acteur et présentateur
- Alexandre Konovalov (1968– ), magistrat et homme politique
- Aleksandr Mostovoï (1968– ), footballeur
- Tatiana Boulanova (1969– ), chanteuse célèbre
- Vjačeslavs Fanduls (1969– ), joueur professionnel de hockey sur glace letton
- Julia Loktev (1969– ), réalisatrice américaine
- Oleg Salenko (1969– ), footballeur
- Yelena Shushunova (1969– ), gymnaste
- Marina Eltsova (1970– ), patineuse artistique
- Stanislav Smirnov (1970– ), mathématicien

### 1971–1980
- Vassili Karassev (1971– ), joueur de basket-ball
- Dmitri Nelyubin (1971–2005), coureur cycliste sur piste
- Constantin Khabenski (1972– ), acteur de cinéma et de théâtre célèbre
- Phil Libin (1972-), informaticien et entrepreneur américain
- Gary Shteyngart (1972– ), écrivain américain
- Maksim Sokolov (1972– ), joueur professionnel de hockey sur glace
- Dimitri Torgovanov (1972– ), handballeur, champion olympique, du monde et d'Europe
- Aleksey Urmanov (1973– ), patineur artistique, champion olympique en 1994
- Olga Markova (1974– ), patineuse artistique
- Tatiana Grigorieva (1975– ), athlète australienne
- Alekseï Iegorov (1975–2002), joueur professionnel de hockey sur glace
- Oksana Kazakova (1975– ), patineuse artistique
- Andrejs Mamikins (1976– ), journaliste et un homme politique letton
- Vasily Petrenko (1976– ), chef d’orchestre
- Anton Sikharulidze (1976– ), patineur artistique
- Dmitri Borodine (1977– ), joueur de football
- Yevgeniya Isakova (1978– ), athlète
- Marina Kislova (1978– ), athlète
- Ivan Ourgant (1978– ), acteur et un animateur de télévision
- Viatcheslav Malafeïev (1979– ), footballeur
- Svetlana Abrossimova (1980– ), joueuse de basket-ball
- Elena Elbe (1980– ), artiste plasticienne française d'origine russe
- Aleksey Yagudin (1980– ), patineur artistique
- Vladimir Karpets (1980– ), cycliste
- Ilona Korstine (1980– ), joueuse de basket-ball franco-russe
- Margarita Levieva (1980– ), actrice américaine d'origine russe

### 1981–1990
- Andreï Archavine (1981– ), footballeur
- Mikhail Elgin (1981– ), joueur de tennis professionnel
- Ksenia Sobtchak (1981– ), personnalité de la télévision et de la radio
- Yekaterina Abramova (1982– ), patineuse de vitesse
- Victoria Chalaya (1982– ), actrice
- Ekaterina Marennikova (1982– ), handballeuse
- Sergei Slavnov (1982– ), patineur artistique
- Konstantin Menshov (1983– ), patineur artistique
- Svetlana Bolshakova (1984– ), athlète belge, d'origine russe, spécialisée dans le triple saut
- Igor Denissov (1984– ), footballeur
- Evguenia Obraztsova (1984– ), danseuse
- Ilja Smorguner (1984– ), karatéka allemand
- Mikhail Ignatiev (1985– ), cycliste
- Aleksandra Kiryashova (1985– ), athlète
- Svetlana Kuznetsova (1985– ), joueuse de tennis
- Maria Mukhortova (1985– ), patineuse artistique
- Nadzeya Skardzina (1985– ), biathlète biélorusse
- Timofeï Mozgov (1986– ), joueur de basket-ball
- Anna Nazarova (1986– ), athlète
- Ekaterina Yurlova (1986– ), biathlète
- Vladimir Garine (1987–2003), acteur de cinéma
- Dmitry Malyshko (1987– ), biathlète
- Sergey Fesikov (1989– ), nageur
- Tatyana McFadden (1989– ), athlète handisport américaine
- Andriy Yarmolenko (1989– ), footballeur ukrainien
- Sasha Strunin (1989), chanteuse
- Alena Leonova (1990– ), patineuse artistique
- Sonya Belousova (1990– ), compositrice et pianiste américaine d'origine russe

### 1991–2000
- Alexander Majorov (1991– ), patineur artistique suédois
- Maksim Matlakov (1991– ), grand maître du jeu d'échecs
- Ksenia Makarova (1992– ), patineuse artistique
- Viktor Manakov (1992– ), coureur cycliste
- Ksenia Stolbova (1992– ), patineuse artistique
- Sergueï Karassev (1993– ), joueur de basket-ball
- Dina Belenkaïa (1993- ), grand maître international féminin d'échecs
- Anish Giri (1994– ), joueur d'échecs néerlandais
- Tatiana Nabieva (1994– ), gymnaste
- Aleksandra Stepanova (1995– ), patineuse artistique de danse sur glace
- Aleksei Gasilin (1996– ), footballeur